# San Vicente del Raspeig
San Vicente del Raspeig (cooficialmente en valenciano: Sant Vicent del Raspeig) es una ciudad y municipio español, situado al noroeste del área metropolitana de Alicante, en la provincia de Alicante, Comunidad Valenciana. Cuenta con 60 269 habitantes (INE 2024).
En el término municipal de San Vicente del Raspeig se encuentra, desde su fundación en 1979, el campus de la Universidad de Alicante. Este hecho le ha valido para colocársele desde entonces la etiqueta de ciudad universitaria y de residencia. Los núcleos urbanos de Alicante y de San Vicente forman un continuo urbanizado, además de poseer comunicaciones entre sí como tren Cercanías, tranvía TRAM (L2) o el autobús de línea n.º 24.

## Toponimia
El topónimo del municipio surgió a raíz de una tradición local (no comprobada documentalmente) sobre la estancia de San Vicente Ferrer en las tierras de El Raspeig hacia 1411. El municipio creció alrededor de una ermita en El Raspeig dedicada a San Ponce, que con el devenir de los siglos acabaría transformada en la actual parroquia dedicada a San Vicente Ferrer. Desde el siglo XVII, al menos, se documenta la existencia en distintos protocolos notariales de los primeros núcleos de población habitados en El Raspeig. El carácter de lugar de paso y a la vez cruce de caminos de sus tierras ha marcado su desarrollo histórico a lo largo de siglos. Su independencia total llegó en 1848 tras años de un dilatado proceso segregacionista de la ciudad de Alicante. Posteriormente, en el siglo XX se produjo la industrialización del municipio y su inclusión en el área metropolitana de Alicante, con el consiguiente crecimiento demográfico. A finales del siglo XX el municipio experimentó una extensión urbanística muy importante que sumado al proceso de desindustrialización ha acabado convirtiendo al municipio en residencial.

## Geografía

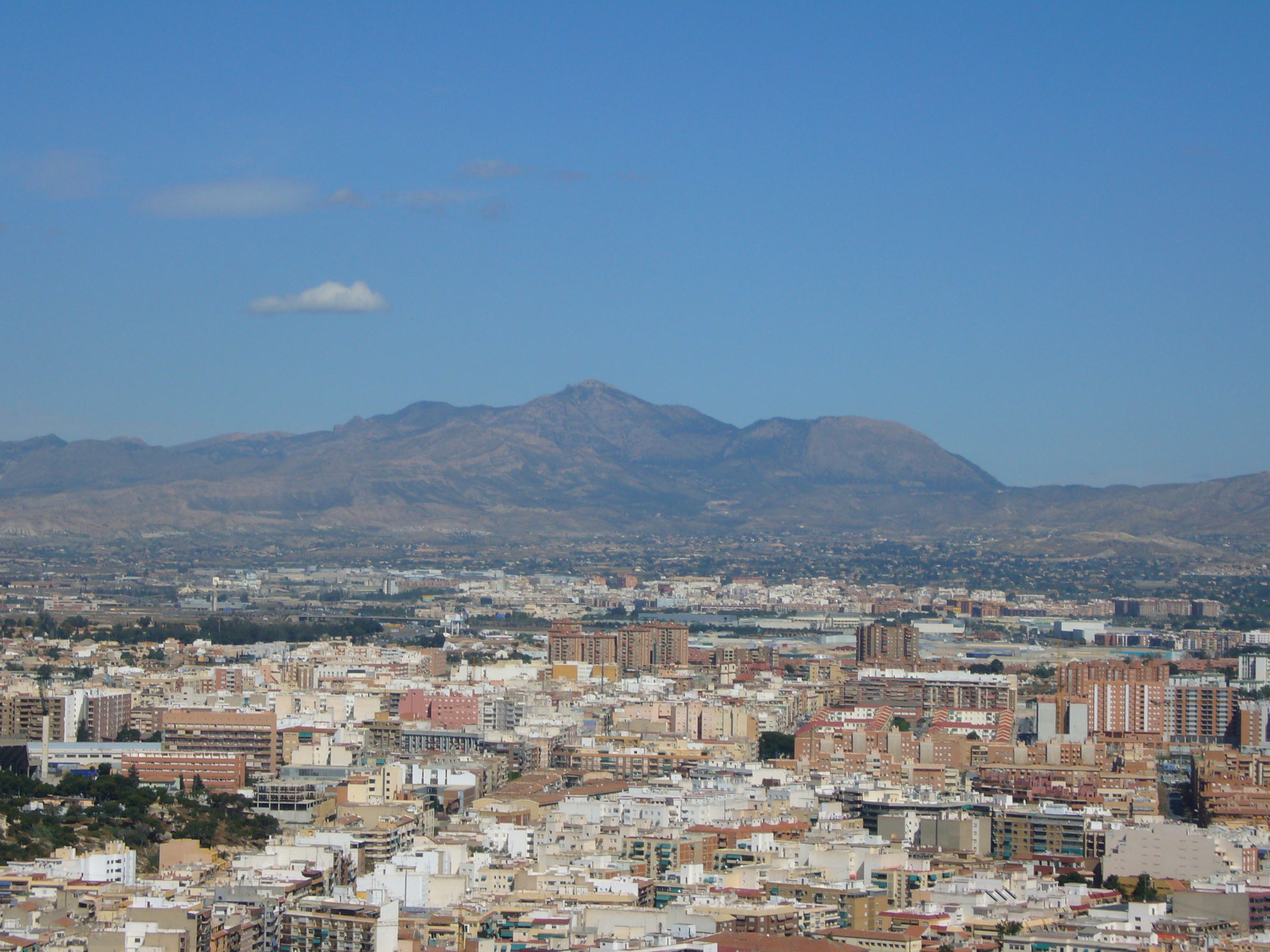
Vista a lo lejos de San Vicente del Raspeig desde el Castillo de Santa Bárbara en Alicante

El término municipal tiene una extensión aproximada de 40,55 km² (4055 ha). Enclavado en la comarca del Campo de Alicante, su centro urbano dista 6 kilómetros del de Alicante, capital de la provincia, aunque los núcleos de Alicante y San Vicente forman un continuo urbanizado. Está muy bien comunicado con la costa y es una de las puertas de entrada a la montaña alicantina. Su término limita: al norte, con Tibi y Jijona; al este, con Alicante, Muchamiel y Villafranqueza (barriada de Alicante); y al sur y oeste, con Alicante. San Vicente forma, junto con la ciudad de Alicante y las localidades de Muchamiel, San Juan y Campello, una conurbación de 438 430 habitantes (INE, 2007), que pertenece a su vez a un área metropolitana más amplia, denominada área metropolitana de Alicante-Elche. Su situación es 38°25′25″ N. 0°31′20″ O. Su altitud sobre el nivel del mar es de 112 m.

### Orografía
El término municipal de San Vicente del Raspeig, se configura como un gran glacis-terraza que desciende desde la alineación Maigmó-Ventós, con un relieve claramente diferenciado entre la zona montañosa septentrional y los suaves llanos inclinados del sur. Sin tener en cuenta el arco montañoso citado, las tierras pasan de una altitud de unos 440 m s. n. m. en la Venta de Xirau, a los 250 m s. n. m. de Lloma Redona, más los 109 m s. n. m. del casco urbano de la ciudad, hasta a los alrededor de 85 m s. n. m. en el barrio de Santa Isabel que colinda con el término municipal de Alicante, lo que daría para todo el territorio una suave pendiente norte-sur del 3 %. No obstante, es preciso destacar que el término no sigue unos límites naturales o comarcales sino que se define como una franja alargada y estrecha entre los dos puntos citados, constreñida por los términos de Alicante y Muchamiel.

### Hidrografía

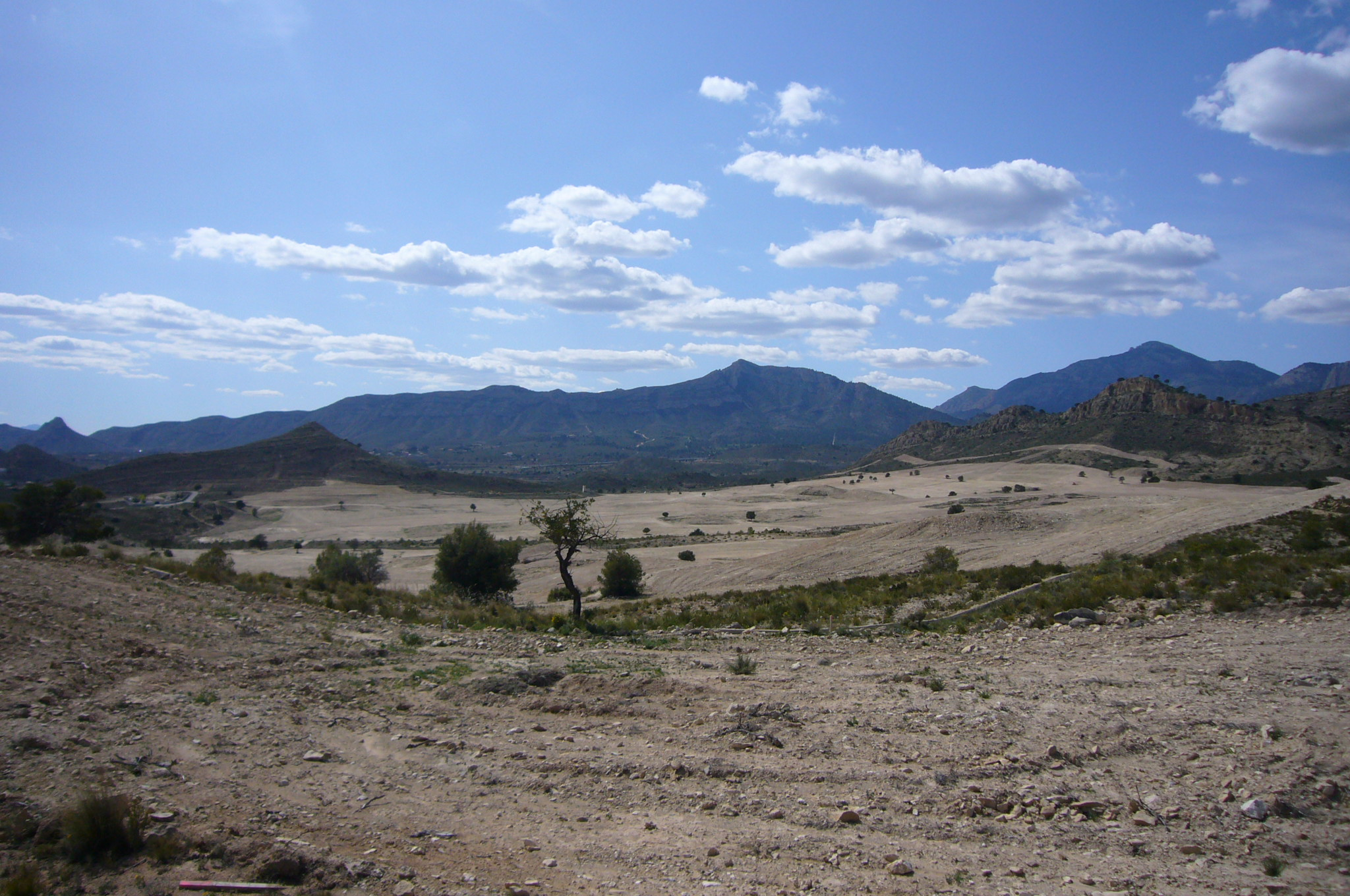
Terrenos para la creación del campo de golf, complejo hotelero y viviendas en el Valle del Sabinar, zona de mayor altitud en San Vicente del Raspeig

Escasean las fuentes de agua, apenas un par (Carranchalet, Lagunas de Rabasa y El Sabinar) y barrancos o ramblas que sólo llevan agua de manera estacional, como la rambla de Rambuchar (tributario del barranco de las Ovejas).

### Clima
El medio climático es el típico del litoral mediterráneo, aunque con índices de aridez superiores a los normales del resto de la región. Las medias climáticas oscilan entre los 12 °C de enero y los 30 °C de julio y agosto, mientras que las lluvias no pasan de 340 mm anuales, y además están desigualmente repartidas a lo largo del año. La mayoría de las lluvias se dan en otoño durante el mes de octubre, y en primavera en el mes de abril. Los días de lluvia son 38 al año.

### Fauna y flora
No tiene vegetación arbórea, exceptuando la cultivada y algunos grupos de pinos en las fincas y chalets. La maleza que crece en las zonas no cultivadas es la propia del clima mediterráneo, como el esparto, el romero, la carrasca, etc.

### Geología
La riqueza del suelo es ya de por sí limitada pues predominan terrenos de capacidad agraria mediocre (de tipo horizonte C) a excepción de los alrededores del núcleo urbano donde aparece un manto edáfico de mayor potencionalidad (horizonte de tipo B). Tampoco son extraordinarias sus fuentes de materias primas, a excepción de los afloramientos triásicos del Keuper (arcillas, yesos, etc.), muy abundantes en toda la cuenca de la Rambla de Rambuchar, susceptibles de un uso cerámico o las vetas de ocre de la sierra Pelada (valle del Sabinar), explotadas como materia colorante desde la segunda mitad del siglo XIX.

## Historia

### El Origen
La investigación documental no puede probar todavía la presencia ibera, romana, o árabe en el término municipal actual de San Vicente del Raspeig. Existen referencias escritas sobre la localización de monedas, esculturas o estelas romanas en la obra del historiador oriolano José Montesinos realizada en 1795 o en la de Figueras Pacheco de 1920-1927 pero no tienen todavía la confirmación documental o arqueológica. En las partidas vecinas de Fontcalent, La Alcoraya, Moralet y la Cañada del Fenollar sí que se ha podido demostrar la presencia de restos de pueblos y culturas antiguas; pero no en la del Raspeig.
El carácter de lugar de paso y a la vez cruce de caminos de las tierras de San Vicente ha marcado su desarrollo histórico a lo largo de siglos. Se encontraban caminos naturales que llegaban desde el Vinalopó, muy probablemente utilizados ya desde la Época Prehistórica, desde la Hoya de Castalla a través del Estret Roig, o desde la cuenca del río Monnegre y todos ellos necesariamente deben recorrer las tierras sanvicenteras en busca de una salida al mar. Sus primeros núcleos urbanos habitados, en el siglo XV, deben surgir al amparo de estas rutas pues no es posible hallar otros condicionantes, fundamentalmente económicos, que pudieran ejercer de factor de atracción para el poblamiento. Desde el siglo XVII, al menos, se documenta la existencia en distintos protocolos notariales de los primeros núcleos de población habitados en lo que hoy conocemos como San Vicente del Raspeig. Estos núcleos de población fueron Pla de la Olivera y Raspeig.
Pla de la Olivera no existió políticamente; se citó en la documentación administrativa pero no en los vecindarios y sus moradores se anotaron en la lista del Raspeig. En los protocolos notariales relativos a los habitantes, se observa que fueron desgajándose jirones de territorio (el más significativo fue el de Boqueres), quedando reducida la partida a la superficie circundante a la ermita del Carmen, mencionada por José Montesinos en el año 1795.
El Raspeig era el nombre de la antigua partida que daba nombre a lo que hoy conocemos como San Vicente del Raspeig. La primera aparición documentada sigue siendo la notación en el mapa del ingeniero Juan Bautista Antonelli, de finales del siglo XVI, con motivo de la construcción del pantano de Tibi. De la misma época puede localizarse, en el Archivo del Reino de Valencia, el censo de 1604 correspondiente al impuesto del morabatí en el Raspeig con una lista escasa de cabezas contribuyentes.
Esta partida de amplia extensión era una zona de paso entre las sierras del interior y la ciudad de Alicante. Alfonso X el Sabio otorgó a la ciudad de Alicante, tras su conquista a mediados del siglo XIII y su incorporación a la corona de Castilla, los términos de Agost, Monforte del Cid, Novelda, Aspe, Busot y Aguas de Busot, además de otras partidas rurales que formaban parte del Campo de Alicante, como El Raspeig, La Alcoraya, Moralet, Verdegás, etc. Posteriormente, la ciudad de Alicante y su amplio término pasarían a la Corona de Aragón por la Sentencia Arbitral de Torrellas (1304).

### El Raspeig

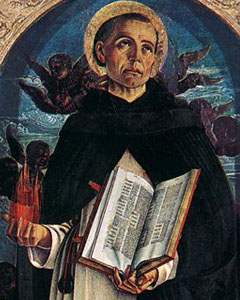
El municipio adopta su topónimo en honor a San Vicente Ferrer que predicó en El Raspeig

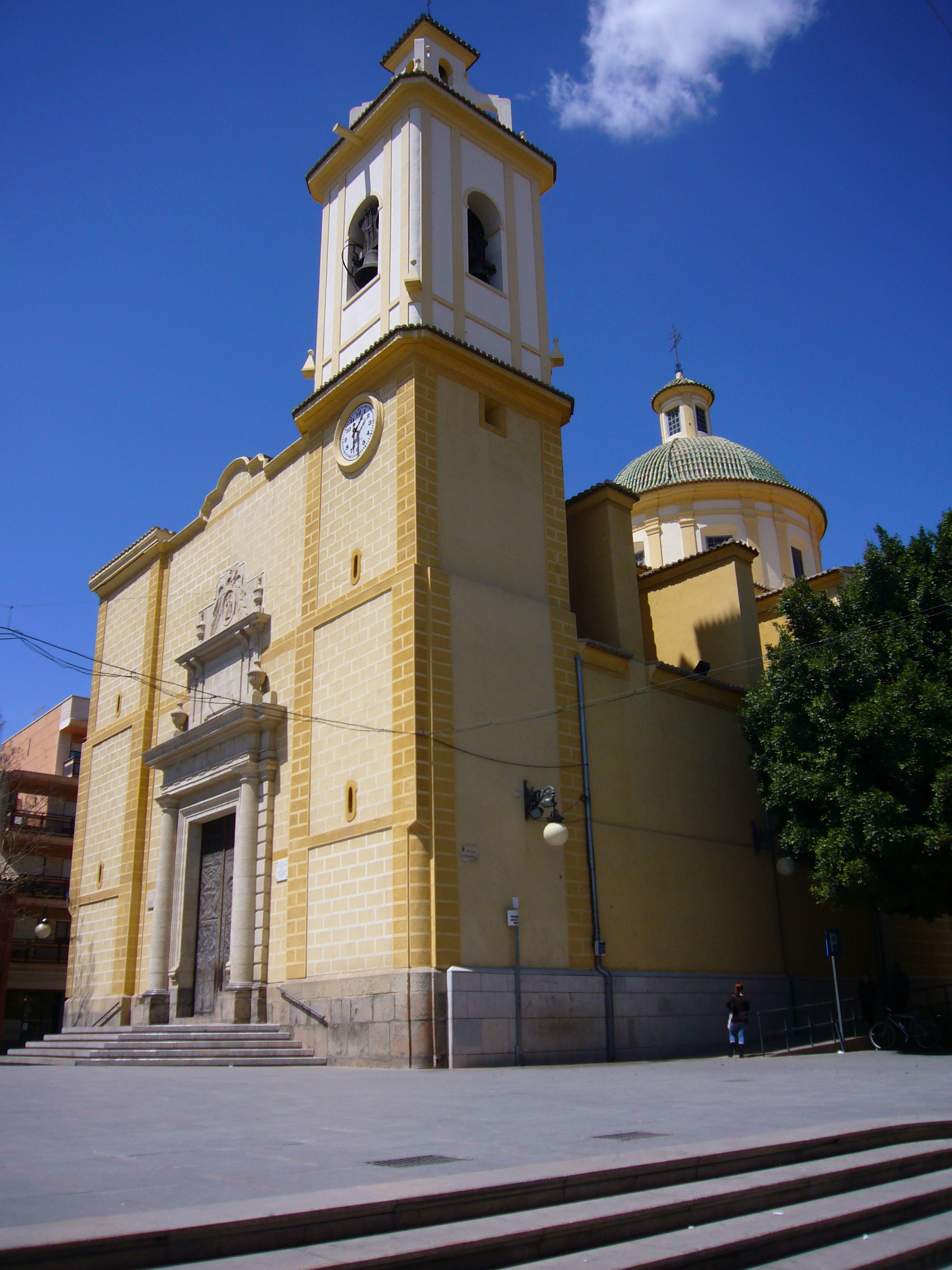
Fachada principal de la iglesia de San Vicente Ferrer, construida donde se hallaba la antigua ermita

Hasta hace poco se pensaba que el inicio de la historia del lugar podía situarse cuando el ciudadano alicantino Pedro Maltés construyó y fundó en 1560 una ermita dedicada a San Vicente Ferrer, en la creencia de que el santo patrón había predicado por estas tierras alrededor de la ermita. Hoy sabemos que, según el historiador José Montesinos, en el año 1411 había en El Raspeig una ermita dedicada a San Ponce y que aquel año predicó en la misma san Vicente Ferrer. Igualmente, unos arqueólogos, con la financiación del Ayuntamiento de San Vicente del Raspeig, realizaron un inventario arqueológico del término municipal localizando vestigios de cerámica de la Baja Edad Media.
Así pues, el topónimo San Vicente surge con la estancia del santo Vicente Ferrer en El Raspeig. Este núcleo urbano que había crecido alrededor de la ermita comenzó a conocerse San Vicente Ferrer del Raspeig.
Desde aquellas fechas remotas, sobre las que existen antecedentes de poblamiento de la Baja Edad Media, fueron aumentando los habitantes del lugar gracias a que el Patrimonio Real auspició la roturación de los yermos (labor por primera vez de tierras inhabilitadas) del oeste de Alicante y se iniciaron movimientos mercantiles gracias a que el lugar era una encrucijada de cañadas y antiguas vías romanas, según han demostrado los diversos libros publicados por la asociación cultural Cercle d'Estudis Sequet però Sanet.
El momento estelar que marca el impulso de la primera concentración urbana digna de reseñar se desarrolló durante la segunda mitad del siglo XVIII. Durante esta media centuria, la vieja ermita de San Vicente Ferrer, reconstruida por Pedro Maltés en 1560, fue sustituida por un nuevo templo, tras convertirse la ermita en ayuda de parroquia el año 1733 y, más tarde, en 1785, parroquia independiente. Las obras de construcción del templo se acordaron en 1735 y terminaron en 1803. Alrededor de esta iglesia en construcción creció un grupo de casas que alcanzaron la consideración de calle por parte del cabildo de la ciudad de Alicante, a quien correspondía la jurisdicción de aquel lugar, que en 1744 se interesó en delimitar y poner cuotas para la construcción de casas alrededor de la iglesia. Anteriormente sólo había sido una partida rural y ermita de San Vicente y ahora ya era calle de Alicante e iglesia de San Vicente Ferrer independiente de la de San Nicolás de Bari de Alicante. Posteriormente, la concentración de casas alrededor de la iglesia de San Vicente Ferrer situada en la partida del Raspeig alcanzó la consideración de caserío por parte del cabildo alicantino.
De forma paralela al crecimiento urbano, aumentaron las necesidades de los vecinos del lugar: maestro, tiendas, hornos de pan, suministro de aguas, alguacil, etc. y la expansión de las tierras cultivadas. Por otro lado, la festividad de san Ponce, celebrada el 15 de mayo, perdió arraigo y acabó por imponerse definitivamente el porrate y la festividad de san Vicente Ferrer, celebrada el primer lunes siguiente al lunes de Pascua. Para el historiador Vicente Millán: «la fiesta del santo valenciano, concretada en el recinto de su ermita –ayuda de parroquia en 1733 y parroquia en 1785– supuso el núcleo constitutivo de la idiosincrasia sanvicentera... la fiesta anual del Pare Vicent era el espacio y tiempos privilegiados en que los moradores del Raspeig se identificaron como pueblo...».
Desde principios del siglo XIX, sus alrededores y el caserío, ubicado en la partida del Raspeig y claramente identificado con la iglesia y las fiestas de san Vicente Ferrer, adquirieron un progresivo protagonismo ante los hechos históricos que se irían sucediendo. Prueba de ello fue la inclusión en las principales crónicas de la ciudad de Alicante de tres hechos destacados de las décadas iniciales del siglo que acaecieron en la partida del Raspeig y sus alrededores. Estos fueron la presencia de las tropas francesas que sitiaron la ciudad de Alicante entre finales de 1811 y principios de 1812, el enfrentamiento armado de 1823 entre las tropas liberales procedentes de la ciudad de Alicante y una parte de las tropas francesas que defendieron la reimplantación de la monarquía absoluta de Fernando VII y el enfrentamiento armado de 1826 entre la partida liberal de Antonio Bazán y los realistas procedentes de Alicante.

### Segregación de Alicante
Un hecho olvidado por las crónicas de la ciudad de Alicante y que, sin embargo, es el más importante en la historia de San Vicente del Raspeig, fue el proceso de segregación del caserío con respecto a la jurisdicción de la ciudad de Alicante. Uno de los primeros escritos firmados por los vecinos del caserío solicitando la exención de jurisdicción de Alicante fue el memorial del 9 de julio de 1806 descubierto simultáneamente por María del Carmen Dueñas Moya y por Vicente Millán Llin en sendas, pero distintas, investigaciones. Según han demostrado los historiadores locales Federico Aura y Vicente Millán, en 1812 se produjo la primera exención de jurisdicción del caserío, que adoptó la denominación de «pueblo» de San Vicente del Raspeig, con alcalde constitucional independiente de Alicante al amparo de la Constitución de 1812. Esta primera segregación no fue acompañada por la asignación de un término municipal y, al regreso de Fernando VII, el caserío volvió a caer bajo la jurisdicción de la ciudad de Alicante. Durante el Trienio Liberal (1820-1823), en que se implantó nuevamente en España la Constitución de 1812, el caserío obtuvo de nuevo la consideración de pueblo exento de la jurisdicción de Alicante, pero la llegada de las tropas francesas truncó la segunda experiencia del caserío como municipio independiente. De nuevo se situó bajo la jurisdicción de Alicante.
Finalmente, acogiéndose al Real Decreto Provisional del 23 de julio de 1835, un grupo de vecinos sanvicenteros encabezados por Mariano Beviá Lillo presentaron un memorándum el 31 de marzo de 1836 solicitando de nuevo la segregación. Este memorial ha sido transcrito por Vicente Millán. Francisco Canals Beviá (exalcalde de San Vicente) ha dejado escrito, siguiendo un trabajo anterior de Francisco Figueras Pacheco sobre los orígenes de la iglesia y pueblo de San Vicente del Raspeig, que en septiembre de 1837 la Diputación Provincial de Alicante concedió la autonomía al caserío. Para Canals, aquel escrito de la Diputación representa el acta de autonomía y nacimiento del pueblo de San Vicente del Raspeig. Hay que advertir que, durante el dilatado proceso segregacionista, los habitantes del caserío estuvieron divididos entre los que querían segregarse y los que no. Para Vicente Millán, el memorial de 1836 supuso la unión de los distintos sectores sociales en pos de la segregación.
El principal problema del nuevo municipio independiente de San Vicente del Raspeig a partir de 1837 fue la financiación municipal. El pueblo era independiente pero aún no estaba clara la delimitación de su término municipal. La delimitación de las lindes del término municipal no se materializó hasta el 16 de junio de 1848, fecha en la que los ayuntamientos de Alicante y San Vicente del Raspeig llegaron a un acuerdo por el que se repartieron las partidas rurales que tradicionalmente habían pertenecido a la parroquia de la iglesia de San Vicente Ferrer.
Anteriormente a 1848, entre el 1 de julio y el 23 de noviembre de 1843, el caserío estuvo otra vez bajo la jurisdicción de la ciudad de Alicante. Poco después, en 1844, siendo ya independiente de forma definitiva, los alrededores de San Vicente del Raspeig merecieron de nuevo la atención de los cronistas de la ciudad de Alicante porque se produjeron enfrentamientos armados como consecuencia de la Rebelión de Boné (rebelión liberal del coronel Pantaleón Boné). Por aquellos años anteriores al deslinde de 1848, el municipio ya tenía su papel en las elecciones generales españolas. En las elecciones de 1844 el anterior distrito electoral de Alicante se subdividió en dos: uno fue el de la capital y el otro el de San Vicente del Raspeig con quien quedó también Villafranqueza. Según Pascual Madoz, en 1845 había un total de 390 electores en San Vicente, de los que 339 lo eran por las contribuciones y 51 por capacidad. La lista de elegibles era de 256 hombres. Había un alcalde, un teniente de alcalde, ocho regidores, un síndico y siete suplentes. Existían 300 casas, una escuela de niños y otra de niñas con 3000 y 300 reales de dotación respectivamente. La iglesia parroquial dedicada a San Vicente Ferrer estaba servida por un cura y dos vicarios.

### Industrialización ysigloXX

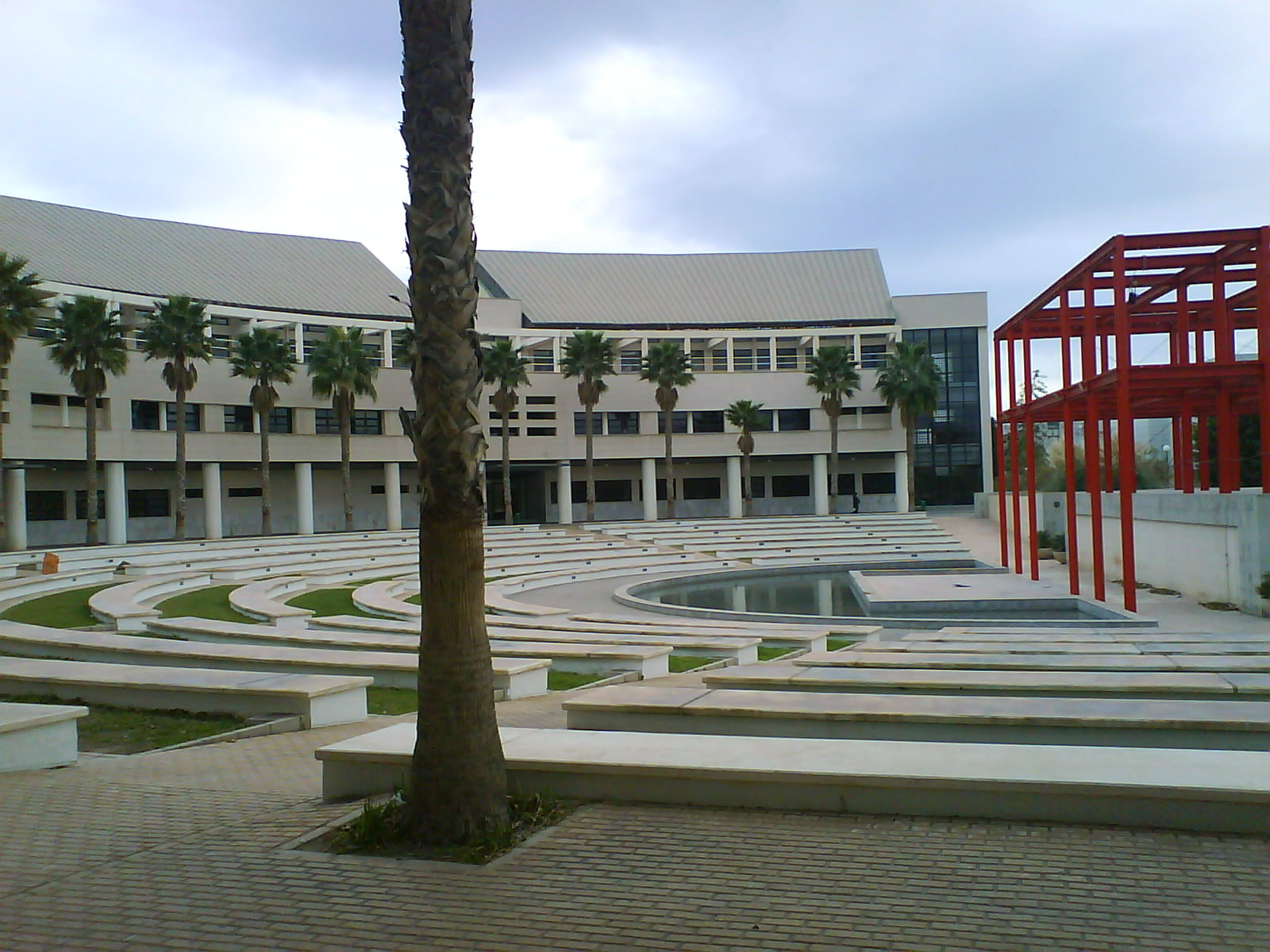
Exterior del Aulario II de la Universidad de Alicante

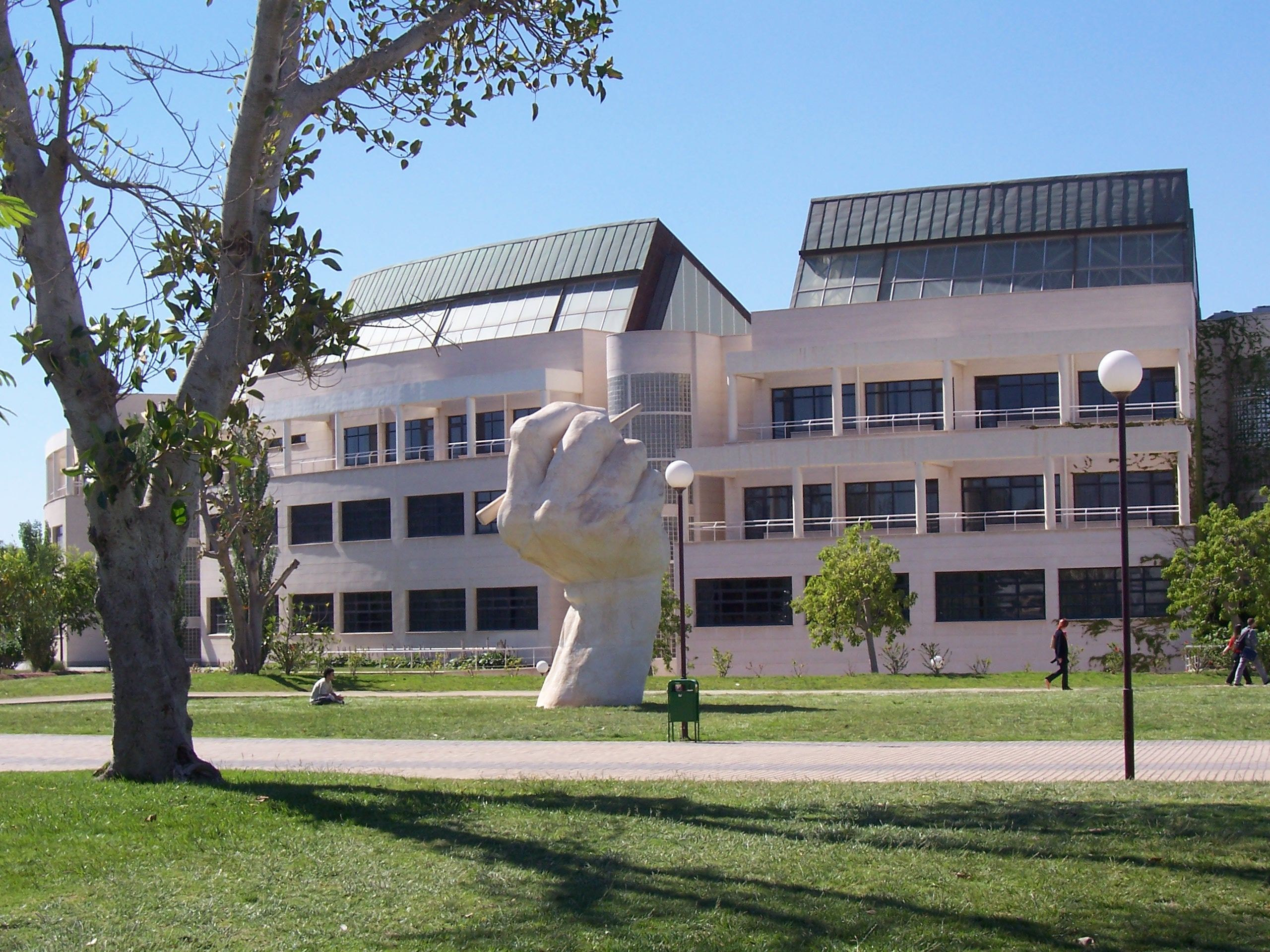
Escultura Dibuixar l'Espai del artista Pepe Azorín en la Universidad de Alicante

A partir de 1848, cuando quedó fijado claramente el término municipal de San Vicente del Raspeig y delimitado el territorio por fiscalizar, ya se puede escribir una historia con documentación municipal propia y con una identidad geopolítica diferenciada.
San Vicente se convirtió en una encrucijada viaria entre la capital, la Huerta de Alicante, la Hoya de Alcoy y el valle del Vinalopó, posición que se iría reforzando con la mejoría de las comunicaciones. En 1858, la Compañía de los Ferrocarriles de Madrid a Zaragoza y Alicante inauguró la línea ferroviaria Madrid-Alicante, pasando a apenas un kilómetro del casco urbano de San Vicente, donde se instaló la estación. Este hecho favoreció en gran medida las posibilidades de exportación de algunas producciones, ya de por sí altas teniendo en cuenta su cercanía al puerto de Alicante. En 1873-1878 se abrieron las carreteras de Alicante hacia Agost e Ibi. En 1905 lo conectó a la capital un tranvía de tracción animal, que en 1924 pasó a ser eléctrico. Todo ello, más la disponibilidad de materias primas, favoreció la instalación de fábricas de tejas, cementos, yesos y más tarde muebles.
En el año 1936, durante la Segunda República Española e iniciada la Guerra Civil, su topónimo fue cambiado por el de Floreal del Raspeig, nombre correspondiente al octavo mes del calendario republicano francés, que comenzaba el 20 o 21 de abril y finalizaba el 20 o 21 de mayo, con claras referencias a la festividad primaveral. No sólo varió el topónimo sino también el escudo, en el que aparecía la corona mural y se suprimieron las dos herraduras que hacen referencia al santo. Acabada la Guerra Civil (1939), el municipio recuperó su nombre anterior. En el año 1991 se iniciaron los trámites para adoptar también como oficial la denominación en valenciano (Sant Vicent del Raspeig), siendo la dominación oficial actual bilingüe.
A finales del siglo XIX y siglo XX el municipio experimentó una extensión urbana de manera muy similar al concepto de ciudad lineal de Arturo Soria con la avenida Ancha de Castelar/avenida Alicante como principal eje vertebrador. La llegada del tranvía de tracción animal (y posteriores) desde Alicante realizaba su recorrido en término sanvicentero por dicho eje. En 2009 se recuperará el tranvía hacia Alicante que se perdió con el transcurrir de los años.
Tras la Guerra Civil, y especialmente a partir de los años 1960, San Vicente conoció un crecimiento urbano y demográfico más que notables, originados principalmente por una tasa migratoria positiva: la ciudad pasó de 8951 habitantes en 1960 a 23 569 en 1981, integrándose paulatinamente en un área metropolitana común con la ciudad de Alicante. En los años 60 gran parte de la población vivía de la industria cementera debido al auge de la planta de cemento perteneciente a Valenciana de Cementos (actual Cemex), y a la industria del mueble. La fundación de la Universidad de Alicante en 1979 dentro de su término municipal fue otro de los acontecimientos decisivos para la ciudad en el siglo XX, permitiendo un crecimiento continuado que se sigue prolongando en los comienzos del siglo XXI.

## Demografía
San Vicente del Raspeig cuenta con una población de 60 269 habitantes (INE 2024).
| Gráfica de evolución demográfica de San Vicente del Raspeig entre 1842 y 2021 |
| |
| Población de derecho según los censos de población del INE Población de hecho según los censos de población del INEEn estos censos se denominaba San Vicente: 1842 y 1857 En estos censos se denominaba San Vicente del Raspeig: 1860, 1877, 1887, 1897, 1900, 1910, 1920, 1930, 1940, 1950, 1960, 1970, 1981 y 1991 |

| Entidades de población  | Hab. (2006) | Hab. (2007) |
| ----------------------- | ----------- | ----------- |
| Boqueres                | 1663        | 1749        |
| Villamontes             | 506         | 540         |
| Les Escoles-Lo Ramos    | 472         | 491         |
| Pla Olivera             | 275         | 275         |
| Diseminado              | 410         | 443         |
| Raspeig                 | 1507        | 1483        |
| Laborinquen             | 227         | 216         |
| Casa Groga              | 162         | 162         |
| Pla Contxeta            | 139         | 142         |
| Coves de Boronat        | 129         | 128         |
| Ras-Pas                 | 29          | 23          |
| El Barranquet           | 22          | 21          |
| Diseminado              | 799         | 791         |
| Canastell               | 1535        | 1490        |
| El Gantxo               | 288         | 301         |
| L'Advocat               | 90          | 102         |
| Diseminado              | 1157        | 1087        |
| San Vicente del Raspeig | 44 536      | 46 109      |

Hay una importante población flotante universitaria que reside en la ciudad durante el curso académico, por motivos laborales o por poseer una segunda residencia, habiéndose calculado para el 2005 una cifra aproximada de 64 000 habitantes de población real.
La actual importancia demográfica de San Vicente se debe al fuerte crecimiento que lleva presentado la localidad desde los años 1970-1980, cuando se empezó a integrar con la ciudad de Alicante en una misma área metropolitana. Actualmente, los núcleos urbanos de Alicante y de San Vicente forman un continuo urbanizado.
Un 6,09 % de la población de San Vicente es de nacionalidad extranjera (INE 2006), principalmente procedente de Iberoamérica y de otros países europeos.

### Urbanismo
Su diseño urbanístico es moderno, con calles espaciosas y rectas. A lo largo de los últimos cincuenta años se ha desarrollado como ciudad residencial, con varias urbanizaciones perfectamente equipadas de infraestructuras. El municipio cuenta con cinco partidas rurales: Boqueres, Canastell, Inmediaciones, Torregroses y Raspeig.

## Economía
La economía de San Vicente se basa principalmente, por un lado, en la industria con todo tipo de empresas acogidas en los varios polígonos que hay en la localidad, y por otro, en su faceta de ciudad residencial del área metropolitana de Alicante, a lo que hay que sumar el peso de albergar la sede de la Universidad de Alicante. Además cabe reseñar que la industria es muy diversificada en sus actividades, por lo que no se corre el peligro de crisis por la actividad de un único sector, como ocurre en otros pueblos de la provincia.

### Sector primario

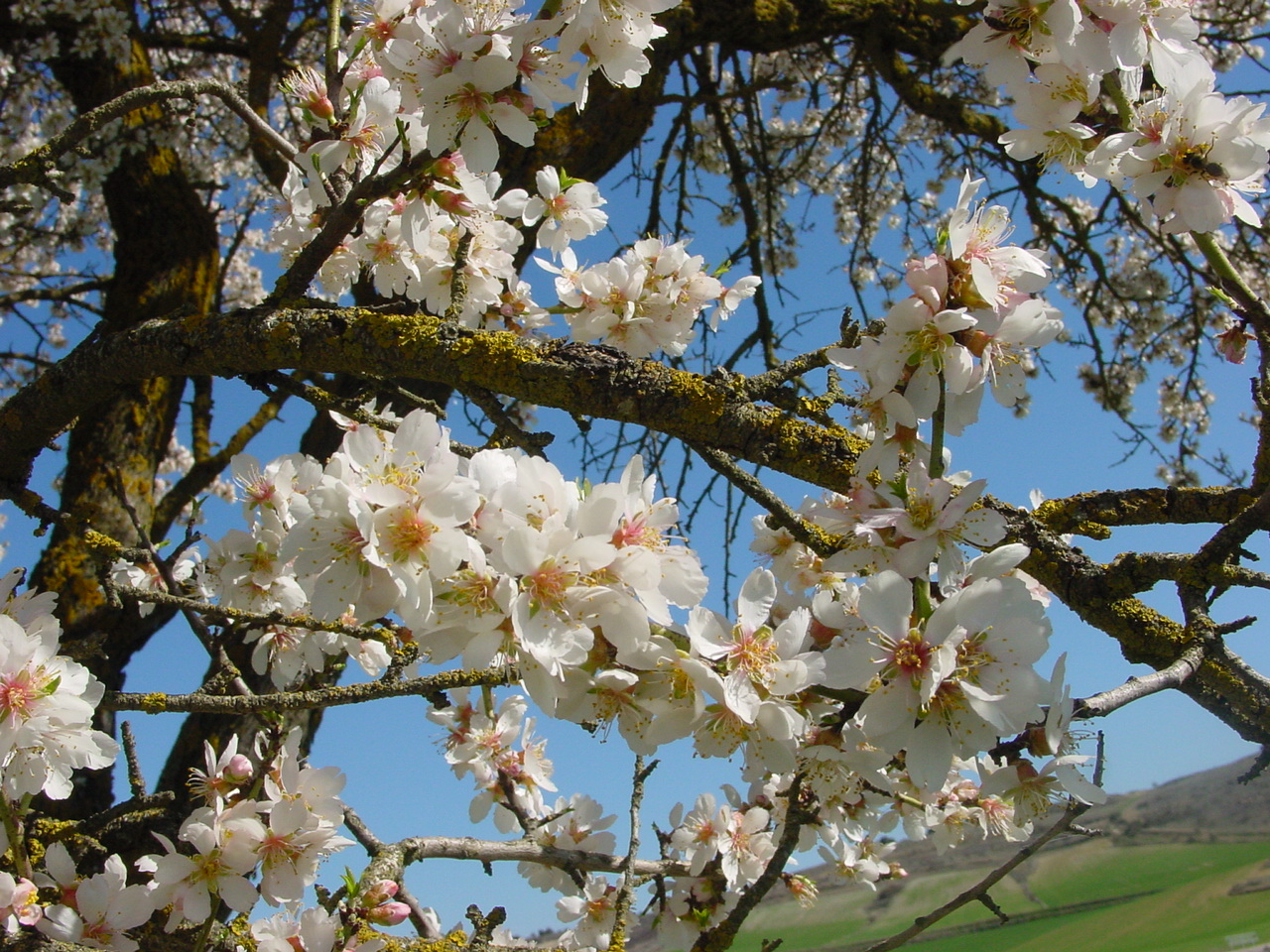
El almendro es un árbol muy señalado en el municipio

La agricultura en tiempos pasados fue el sostén y mantenimiento de los sanvicenteros. Hoy en día ha pasado a un segundo plano, cediendo terrenos de cultivos a urbanizaciones y zonas industriales. Solamente la partida Raspeig conserva en parte su actividad tradicional que es la agricultura. En esta zona hay una gran superficie, declarada en el Plan General de Ordenación Urbana como de protección agrícola, donde se encuentran ubicadas grandes explotaciones agrícolas como una extensa finca perteneciente a la multinacional Bonnysa con toda clase de plantaciones, sobre todo de tomates y brevas.
La poca agricultura que existe se encuentra en el extrarradio del término municipal, con propiedades de mediana y pequeñas dimensiones, o dentro de las casas de campo o chalets privados de las partidas rurales, siendo cultivadas por sus propietarios, en tiempos parciales o como actividad complementaria. Los cultivos principales que se dan en la huerta sanvicentera son el almendro, los frutales, la uva moscatel, los tomates y los cítricos.

### Sector secundario
La proximidad de Alicante, la existencia de grandes zonas de terreno donde se han podido crear polígonos industriales y las excelentes vías de comunicación, incluyendo el ferrocarril y las carreteras, han sido factores decisivos para el desarrollo industrial actual de San Vicente.
Se distinguen claramente cuatro polígonos industriales en la localidad:
- Polígono industrial de Canastell: situado en la zona norte del término, es la zona industrial más amplia de todas y abarca la carretera de Agost, a ambos lados. Es el que está creciendo más rápidamente, debido en parte a sus buenas comunicaciones. Se han llevado a cabo importantes ampliaciones de suelo industrial en esta zona. Actualmente cuenta con un total de unas 300 empresas (en 2007), las actividades industriales más importantes son materiales de construcción, cartonaje, construcción, transformación, o derivados de goma; destacan empresas como Almendras Llopis o la empresa de cartonaje Smurfit Kappa.
- Polígono industrial de Torregroses: situado en la zona sur de la localidad, a la entrada de San Vicente desde Alicante a un lado de la CV-828. En él se sitúa la Universidad de Alicante, con 66 empresas localizadas (en 2007).Es relevante la empresa Helados Alacant o cantidad de naves de materiales de construcción, de muebles, numerosos concesionarios de automóviles, talleres, etc.
- Polígono industrial de Inmediaciones: en la zona oeste del municipio. En él se encuentra la fábrica de cementos Cemex, que absorbió a la anteriormente denominada Valenciana de Cementos Portland, y es la mayor fábrica de la aglomeración de Alicante. En este polígono se encuentran unas 66 empresas (en 2007).
- Polígono industrial Las Tejas: se sitúa en el barrio Haygón, es un polígono industrial más reducido que los anteriores. Destacan empresas de muebles y de suministros de agua.

#### Cementera

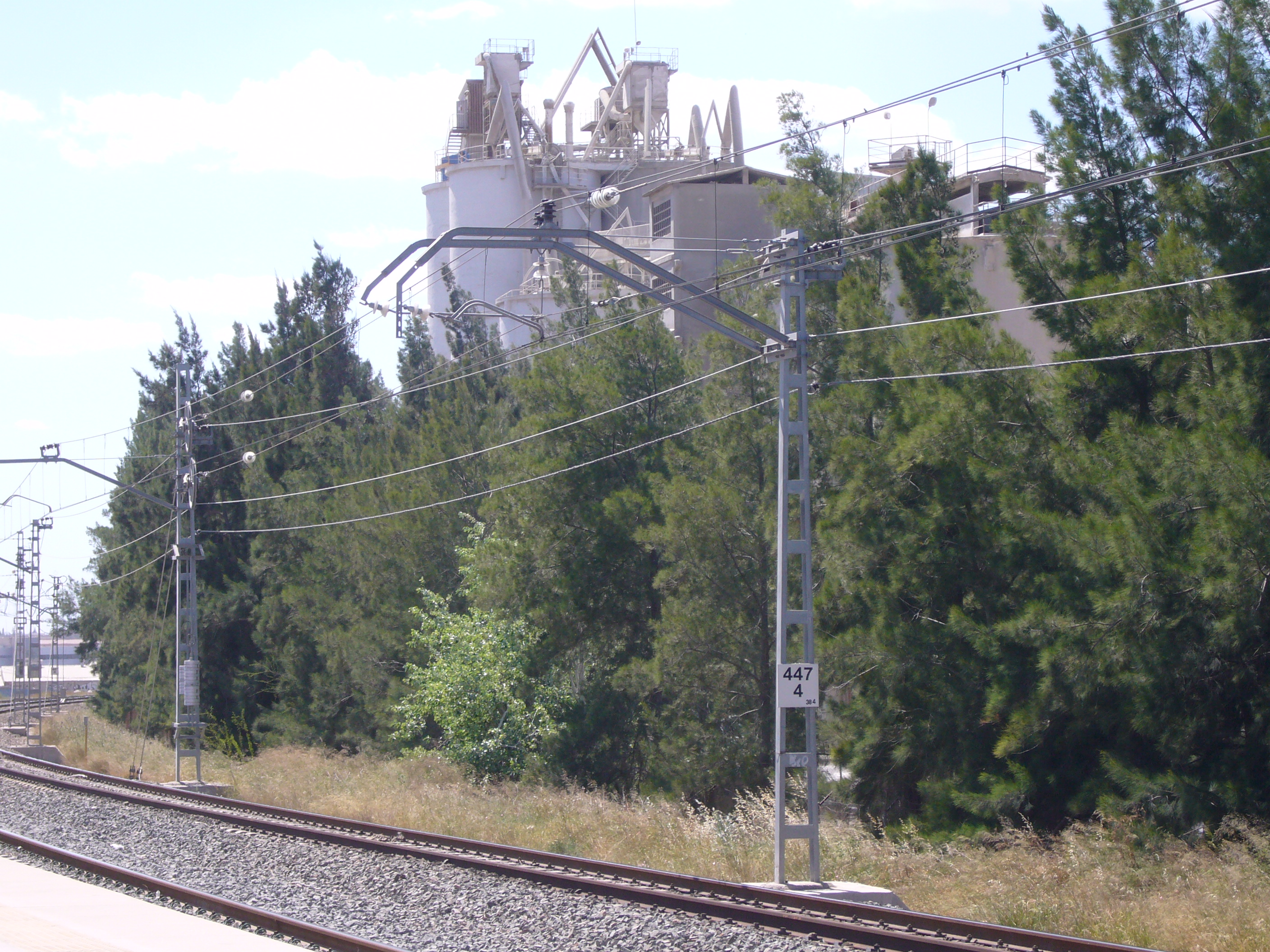
Vista de la cementera desde el apeadero del tren cercanías

Desde unos años atrás gran parte de la población sanvicentera, asociaciones como Ecologistas en Acción, y los grupos de la oposiciónEspecialmente EUPV, vienen reclamando al Ayuntamiento el cese de la actividad de la cementera de Cemex, dedicada a la fabricación de cemento blanco y situada en un entorno cada vez más cercano al casco urbano debido a la expansión del municipio. La Universidad de Alicante se ha encargado de varios estudios que demuestran una contaminación atmosférica elevada a causa actividad de la cementera. En 2008 Greenpeace incluyó en un estudio titulado Contaminación en España, que la cementera de San Vicente es la industria que más contamina de la provincia de Alicante. Hasta 2008 sólo se habían firmado protocolos de intenciones, que conllevaban una serie de restricciones a cumplir por la multinacional y poner en marcha el cese definitivo de la fábrica, que se demoró durante años, pero que finalmente la Consellería de Medio Ambiente anunció el 30 de abril de 2008 que la fecha definitiva para el cierre será el 1 de agosto de 2009. La cementera en San Vicente del Raspeig data de 1913 bajo en nombre de Alicantina de Cementos, en 1928 la adquirió Valenciana de Cementos, en 1992 pasó a manos de la multinacional mexicana Cemex, y en la actualidad cuenta con unos 270 trabajadores en plantilla y genera 160 puestos indirectos. En décadas anteriores la factoría supuso una importante oferta de trabajo y una notoria emigración poblacional (procedente sobre todo de Murcia, Castilla-La Mancha y Andalucía) al necesitar mucha más mano de obra que en la actualidad. Tras el cese de la cementera, se ha previsto construir en los terrenos, un nuevo complejo de ocio, un parque empresarial y 500 viviendas.

### Sector terciario
Comercio

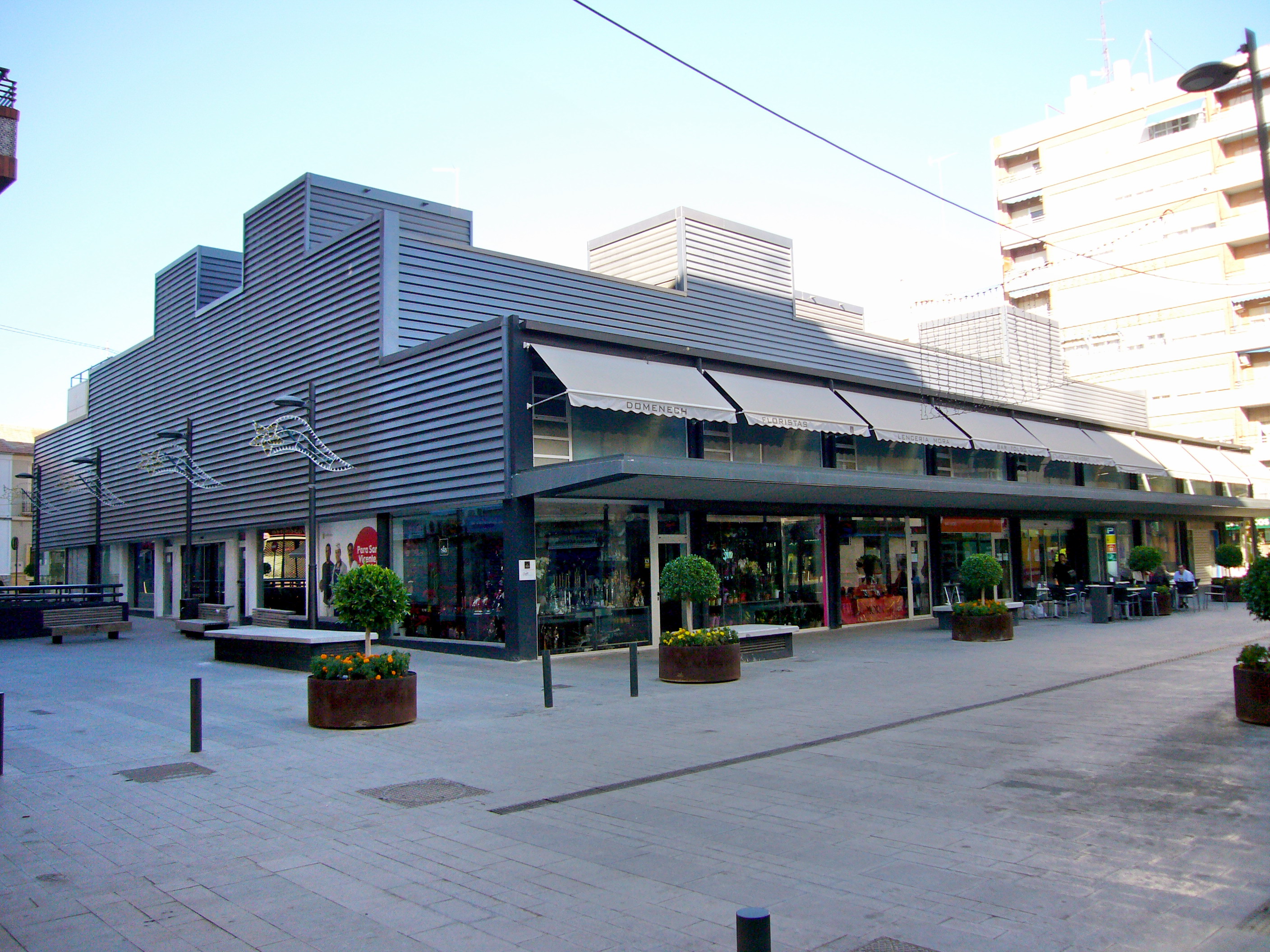
Nuevo mercado municipal de abastos

El comercio es una actividad que se ha desarrollado enormemente en la ciudad. San Vicente cuenta con un mercado municipal de abastos que contiene 27 puestos y un aparcamiento público subterráneo de 3 plantas con 306 plazas. Los sábados se organiza un mercadillo callejero con diversos puestos, sobre todo textiles y de calzado. Cabe destacar la cantidad de supermercados como Mercadona, Lidl, Consum, Spar o Hiperber.
Existe un centro comercial, denominado centro comercial San Vicente (enfrente del barrio Santa Isabel), inaugurado en verano de 2004. Posee unos 40 000 m² de extensión, estacionamiento con 2500 plazas y se basa en tiendas outlet. Posee tiendas de moda, deportes, electrónica, juguetes, bricolaje, gimnasio, bolera, etc. Destacan Carrefour, Nike, y un centro de oportunidades de El Corte Inglés. En él se encuentran los cines Ábaco (sustituidos por los cines Odeon, actualmente sin sala 3D -nota suscrita en 2025-), que fue el primer complejo cinematográfico de España con una sala en 3D, posee 3482 butacas, repartidas en 15 salas, dos de las cuales tienen pantallas gigantes de 250 m² de superficie de proyección y de casi 500 butacas.
En los últimos años se vienen instalando numerosas entidades de ahorros y bancos. En 2013 se han concedido 309 licencias de actividad y en 2012 se concedieron 303, con lo que se consolida la tendencia positiva de los últimos 2 años e incrementa en un 30 % el número de licencias concedidas respecto a 2011.
Oferta hotelera
Quizás por su cercanía a la ciudad de Alicante, el municipio no cuenta con ningún hotel urbano. Se tiene previsto construir un hotel con campo de golf en la zona del valle del Sabinar, pero al estar alejada del centro urbano no paliará la necesidad de un hotel como se viene demandando para ser la ciudad de servicios que se pretende. Sí existe, un hostal de dos estrellas, y abundan las residencias universitarias.

## Símbolos

### Escudo
El escudo de armas del pueblo de San Vicent del Raspeig, tiene su origen sobre 1960, aunque no fue publicado oficialmente en el BOE hasta 1970, y es obra de José Rodríguez Torregrosa, exalcalde de San Vicente del Raspeig.
La tipología externa que presenta el blasón municipal corresponde a un escudo cortado con corona real y lema. La mitad inferior del escudo presenta un fondo de color verde (color tradicionalmente vinculado a las comunidades de simbología islámica). La mitad superior del escudo sanvicentero vincula a una comunidad histórica de base medieval que comparte los diversos territorios y nacionales que formaban parte de la antigua Corona de Aragón; se trata de las cuatro barras rojas (Barras de Aragón) sobre fondo dorado o amarillo.
La corona que aparece sobre el escudo es un símbolo de la vinculación tradicional de las tierras sanvicenteras a la jurisdicción real, y por tanto, foral. Las cuatro flores de almendro que se reparten a los lados izquierdo y derecho de la mitad inferior, simbolizan el culto ancestral que las civilizaciones mediterráneas han profesado a la naturaleza.
Las dos herraduras de oro que hay en el centro de la mitad inferior, pueden recordar la leyenda de la pérdida de la herradura del burro de fray Vicente Ferrer al llegar al Raspeig. La herradura aparece también en el escudo de la familia judeoconversa de los Ferrer. El hecho de que las herraduras del blasón sean precisamente de siete llaves nos puede hacer pensar el simbolismo positivo que tiene este número a la cultura de raíz judía y a la propia cultura popular española. Las herraduras constituyen un símbolo de una de las principales actividades de los habitantes sanvicenteros del siglo XVIII, XIX, y primeros del XX: los acarreadores.

### Himno
El himno de San Vicente del Raspeig, titulado San Vicente mi pueblo (Sant Vicent mon poble), describe entre otras cosas su clima y naturaleza mediterránea. La música fue compuesta por el maestro Juan Miralles Leal, a principios del siglo XX, y la letra es de D. López. La directora de la Masa Coral La Aurora, Ascensión Guijarro Jover, hizo la transcripción de la letra al valenciano.

### Lema
El lema Sequet però Sanet reproduce, según la leyenda popular, la contestación que Vicente Ferrer dio a un labrador del Raspeig cuando éste le pedía agua para los campos secos. La permanencia de estas palabras en la cultura popular y en la heráldica local identifica San Vicente del Raspeig con el conjunto de territorios de lengua catalana y más concretamente con los que hablan la variante valenciana.

## Administración y política

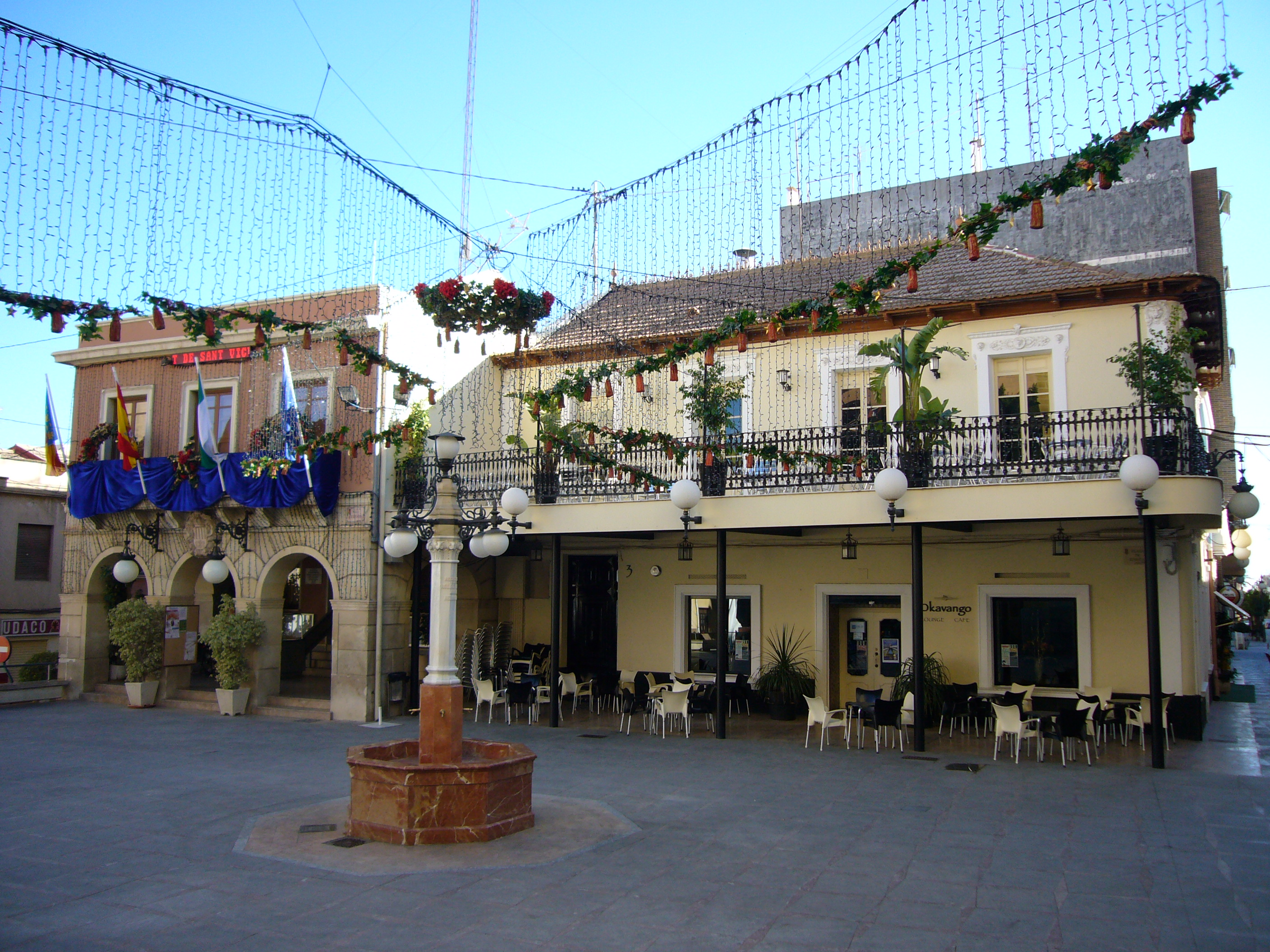
Fachada navideña de la casa consistorial de San Vicente del Raspeig

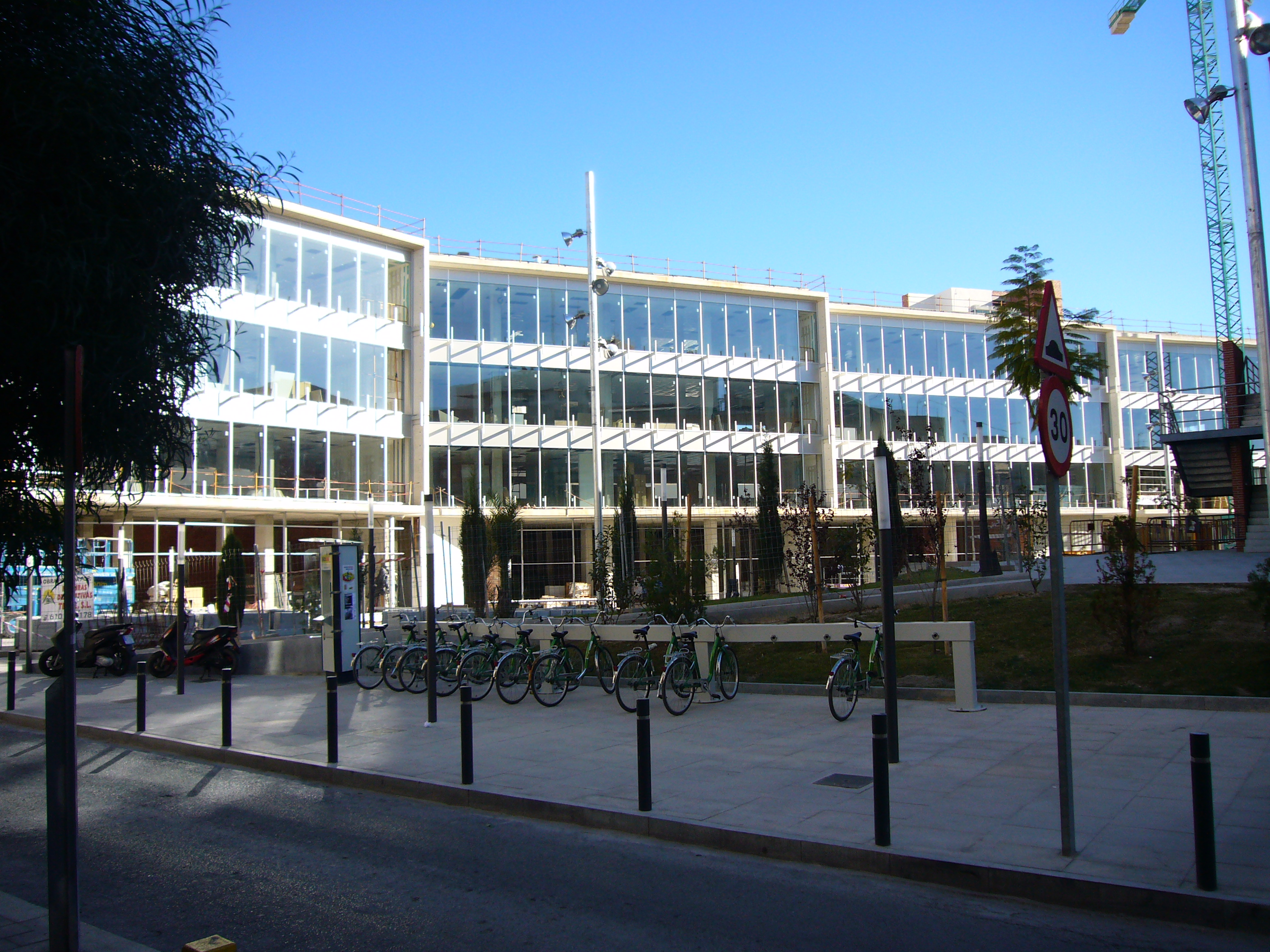
Nueva sede del Ayuntamiento de San Vicente del Raspeig

### Gobierno municipal
| Periodo   | Nombre                      | Partido | Partido                                         |
| --------- | --------------------------- | ------- | ----------------------------------------------- |
| 1979-1983 | Gabriel Molina Villegas     |         | Partit Socialista del País Valencià (PSPV-PSOE) |
| 1983-1991 | Jaime Antón Gosálvez        |         | Partit Socialista del País Valencià (PSPV-PSOE) |
| 1991-1991 | Fermín Aliaga Aliaga        |         | Partido Popular (PP)                            |
| 1991-1993 | José Manuel Monllor Lillo   |         | Partit Socialista del País Valencià (PSPV-PSOE) |
| 1993-2001 | Francisco Canals Beviá      |         | Partit Socialista del País Valencià (PSPV-PSOE) |
| 2001-2015 | Luisa Pastor Lillo          |         | Partido Popular (PP)                            |
| 2015-2023 | Jesús Javier Villar Notario |         | Partit Socialista del País Valencià (PSPV-PSOE) |
| 2023-act. | José Rafael Pascual Llopis  |         | Partido Popular (PP)                            |

En las elecciones municipales de 2011 la alcaldesa Luisa Pastor Lillo, del Partido Popular, revalidó su cargo al frente del Ayuntamiento de San Vicente del Raspeig, el cual ostentaba desde el año 2003. En 2015 perdió más de la mitad del porcentaje de sus votos pasando a la oposición.
La corporación municipal está formada por 25 concejales, incluido el alcalde. En las elecciones municipales del 24 de mayo de 2015, el PP perdió 8 concejales, quedándose con 7 (26,52 % de los votos), El PSPV-PSOE consiguió 5 con un 19,94 % de los votos, perdiendo un edil respecto a 2011. Por su parte Guanyar Sant Vicent-Acord Ciutadà obtuvo 4 con un 13,33 % de los votos, manteniendo los mismos concejales que obtuvo en 2011 Esquerra Unida. Entraron en el consistorio Sí Se Puede con 3 concejales (13,32 % de los votos), Ciudadanos también con 3 concejales (12,91 % de los votos) y Compromís con otros 3 representantes (10,01 % de los votos). Tras los pactos postelectorales resultó elegido alcalde de Sant Vident del Raspeig el socialista Jesús Javier Villar Notario.
Todos los miércoles, últimos de mes, a las 19 horas el Ayuntamiento de San Vicente del Raspeig celebra sus sesiones plenarias, abiertas al público en general. Además el equipo de gobierno formado por PSPV-PSOE, Guanyar Sant Vicent-Acord Ciutadà, Sí Se Puede y Compromís, tomó la decisión que tras las sesiones plenarias se abriera un turno de palabra para el público en general.
| Partido político                                | 2023      | 2023      | 2023       | 2019  | 2019  | 2019       | 2015  | 2015  | 2015       | 2011   | 2011  | 2011       | 2007   | 2007  | 2007       |
| Partido político                                | Votos     | %         | Concejales | Votos | %     | Concejales | Votos | %     | Concejales | Votos  | %     | Concejales | Votos  | %     | Concejales |
| Partido Popular (PP)                            | 8695      | 31,81     | 9          | 3828  | 15,87 | 4          | 7102  | 26,52 | 7          | 13 397 | 54,57 | 15         | 11 618 | 52,66 | 12         |
| Partit Socialista del País Valencià (PSPV-PSOE) | 8101      | 29,64     | 8          | 7994  | 33,14 | 9          | 5338  | 15,94 | 5          | 5372   | 21,88 | 6          | 6988   | 31,67 | 7          |
| Vox                                             | 4917      | 17,99     | 5          | 1867  | 7,74  | 2          | —     | —     | —          | —      | —     | —          | —      | —     | —          |
| Podem-Sí Se Puede (SSPSV)                       | 2343      | 8,57      | 2          | 1608  | 6,66  | 2          | 3567  | 13,32 | 3          | —      | —     | —          | —      | —     | —          |
| Compromís                                       | 1897      | 6,94      | 1          | 1423  | 5,90  | 1          | 2679  | 10,01 | 3          | 977    | 3,98  | 0          | 1053   | 4,77  | 0          |
| Ciudadanos (CS)                                 | 838       | 3,06      | 0          | 4501  | 18,66 | 5          | 3458  | 12,91 | 3          | —      | —     | —          | —      | —     | —          |
| Esquerra Unida del País Valencià (EUPV)         | Con Podem | Con Podem | Con Podem  | 2149  | 8,91  | 2          | 3569  | 13,33 | 3          | 3356   | 13,67 | 4          | 1875   | 8,50  | 0          |

#### Historia política
Las formaciones políticas más relevantes en el ámbito local desde las primeras elecciones democráticas son el PSOE (Partido Socialista Obrero Español), el PP (Partido Popular) e IU (Izquierda Unida); el PCE (Partido Comunista de España) fue una fuerza política habitual en el Ayuntamiento de San Vicente del Raspeig, hasta su integración en 1986 en las listas electorales de IU. También han obtenido concejales a lo largo de la democracia sanvicentera otras formaciones como el Partido San Vicente Independiente (PSVI) o BLOC-EV (Bloc Nacionalista Valencià-Esquerra Valenciana).

#### Nuevo ayuntamiento
La actual casa consistorial se ubica en la plaza de España, en la zona del casco antiguo de la ciudad. Estas dependencias municipales se han quedado obsoletas en cuanto a espacio, por lo que se están ejecutando las obras del nuevo edificio del ayuntamiento entre las calles Pintor Picasso y Cervantes y la constructora encargada de las obras es el Grupo Cívica. Se trata de un inmueble de 3 alturas, con planta baja con locales y aparcamiento subterráneo para 320 vehículos, y que contará con una superficie de unos 6000 m². El inmueble incorporará un salón de plenos, las dependencias administrativas de la práctica totalidad de departamentos, los grupos políticos y un archivo municipal en la parte trasera.

## Servicios

### Educación

#### Institutos
- IES San Vicente, el primero que hubo en San Vicente y el más grande según número de alumnos.
- IES Canastell, actualmente solo de Formación Profesional.
- IES Haygon
- IES Gaia
- IES María Blasco

#### Ciudad universitaria
San Vicente del Raspeig se ha consolidado como ciudad universitaria, siendo la 4.ª ciudad española con mayor número de población vinculada por motivo de estudios (11 138 personas), por detrás de Bilbao, Madrid y La Coruña.
El negocio de alquiler de pisos es muy activo en todo el municipio debido a la gran población flotante que vive en San Vicente durante el curso académico. Asimismo existen varios complejos y residencias universitarias, muchas de ellas ubicadas en la calle Cottolengo (partida Torregroses) y un colegio mayor junto a la UA ya cerrado desde el curso académico 2010-2011.
- Villa Universitaria: es un complejo estudiantil universitario, ubicado en el municipio junto a la UA por el nexo de unión que supone la avenida Vicente Savall, inaugurado con el inicio del curso académico 2006/2007, aúna alojamientos para profesorado, estudiantes y familiares (cuenta con un total de 435 plazas) e instalaciones culturales y deportivas.[34]

### Sanidad
San Vicente del Raspeig cuenta con sólo 4 centros sanitarios de titularidad pública:
- Hospital San Vicente: situado en la calle Lillo Juan posee 149 camas y la gestiona la Agencia Valenciana de Salud. Su finalidad asistencial es principalmente la geriatría y largas estancias; como equipos de alta tecnología posee TAC.[35]

- Centro de salud I
- Centro de salud II
- Ambulatorio barrio Santa Isabel

### Seguridad ciudadana

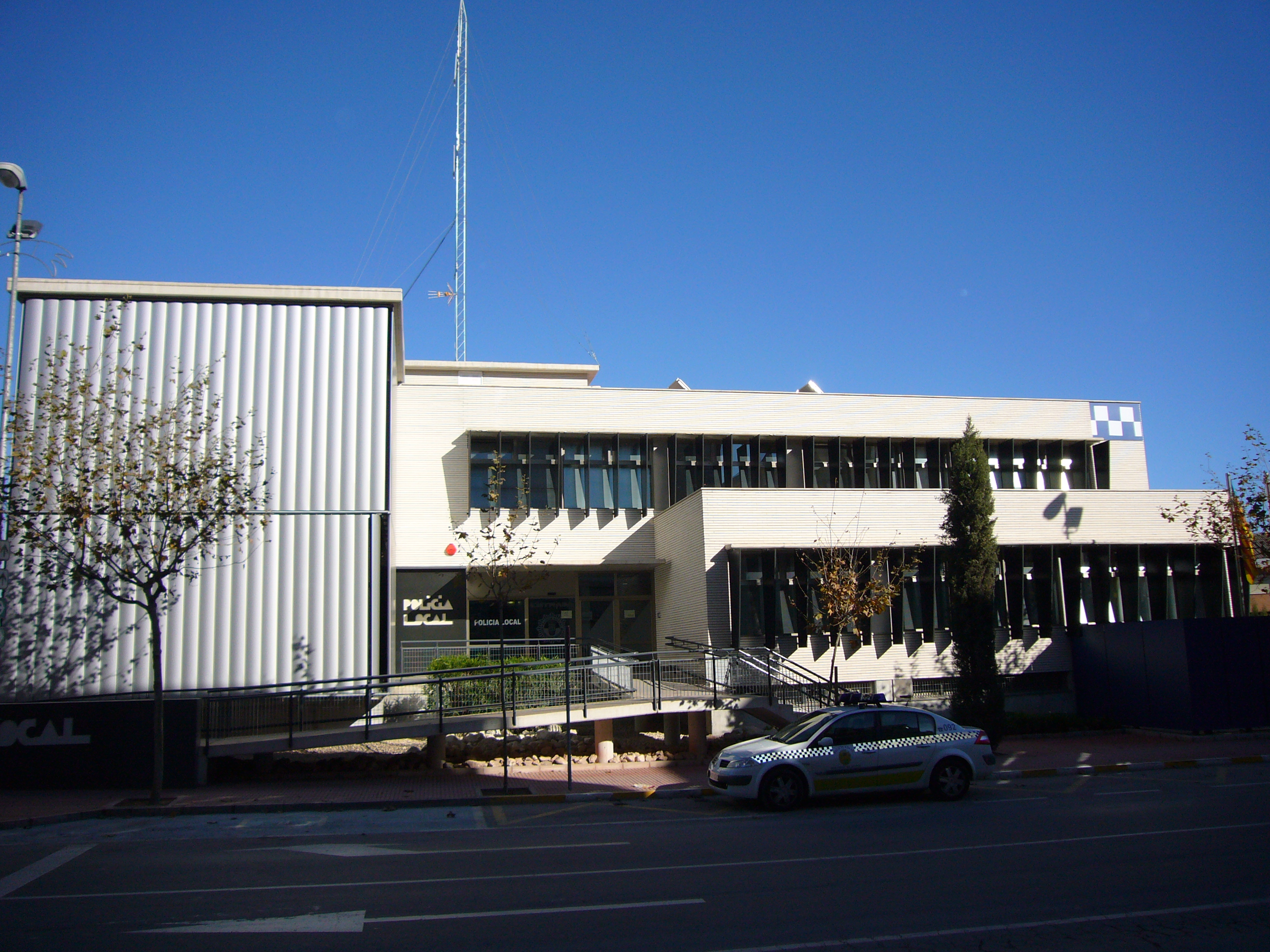
Dependencias de la policía local inauguradas en 2007

La ciudad de San Vicente del Raspeig cuenta con instalaciones de dos tipos de Fuerzas y cuerpos de seguridad:
- Policía local. En 2007 se inauguraron las nuevas dependencias municipales de la policía local de la calle de la Huerta, que cuentan con tres plantas más un sótano, con amplio espacio para atender a los ciudadanos. El edificio dispone de un aula de formación, un espacio para las armas, un gimnasio con aseos y vestidores, además de salas para atención a personas víctimas de violencia de género y otros delitos de especial consideración.[36]
- Guardia Civil. El municipio cuenta con un Puesto Principal de la Guardia Civil situado en la calle del Poeta Miguel Hernández.

También existen unas dependencias destinadas a Protección Civil, que cuenta con un número importante de voluntarios.
- Bomberos: cabe destacar que en el término municipal del municipio se encuentra al parque de bomberos del consorcio. En unas instalaciones amplias y modernas. Este parque cubre numerosos municipios de la provincia de Alicante.

### Transporte
Por carretera, el municipio está situado prácticamente en el núcleo de las intercepciones entre las grandes comunicaciones que cruzan la provincia, además de tener un buen acceso a las playas alicantinas mediante la Ronda San Juan-San Vicente o la fácil comunicación con el aeropuerto de Alicante-Elche. Es un municipio que apuesta decididamente por el transporte sostenible con ejemplos como el préstamo gratuito de bicicletas y el tranvía.

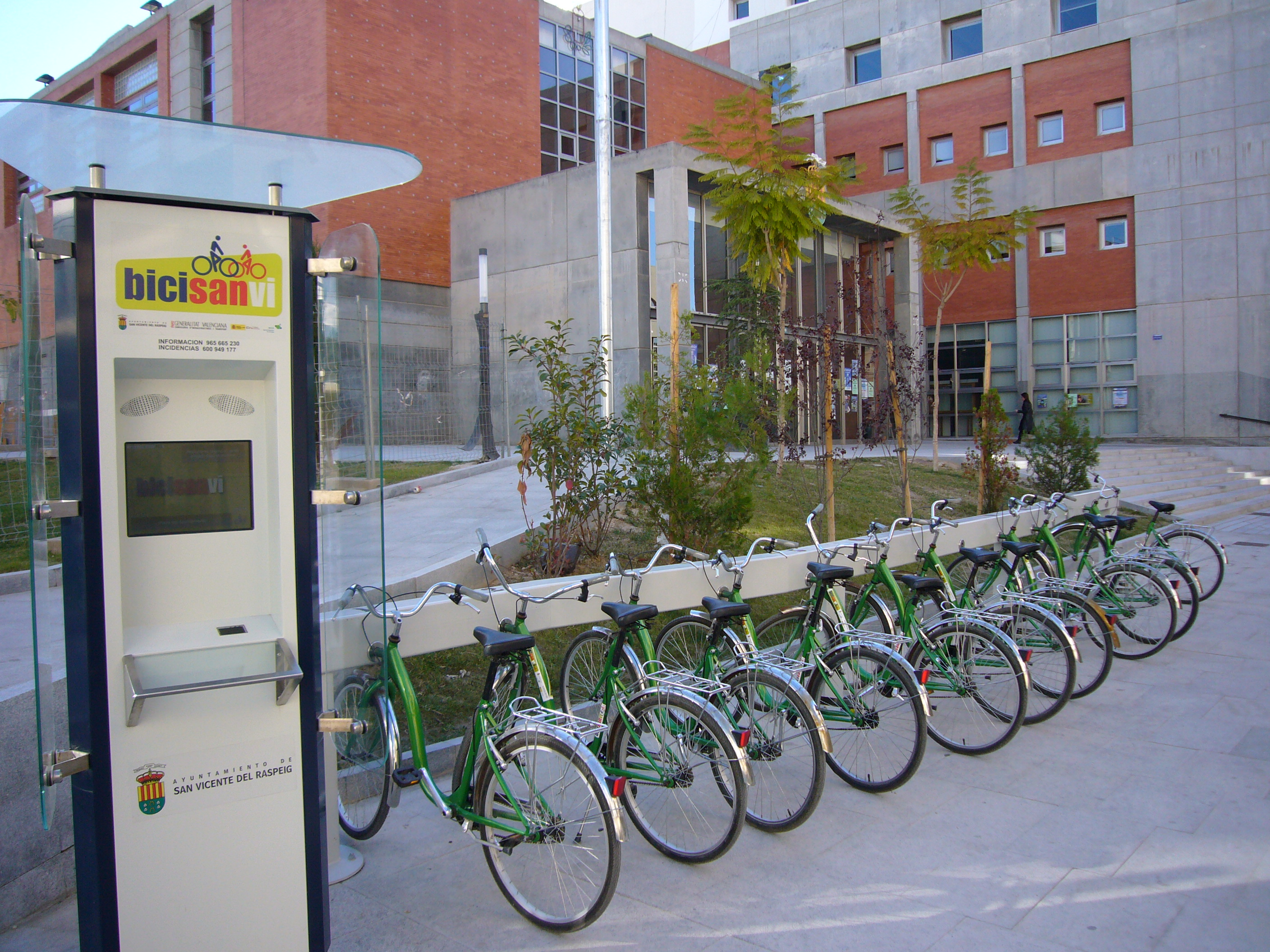
Punto de recogida de Bicisanvi situado en la calle Cervantes

#### Transporte interurbano

##### Red viaria
Autopistas
- AP-7. Nueva Autopista de Circunvalación de Alicante: Campello-A-31 (en la Autovía del Camino de Castilla). Es la segunda circunvalación de Alicante y bordea la comarca del Campo de Alicante, fue inaugurada el 9 de diciembre de 2007.[37] Este tramo de la AP-7 es de peaje salvo para el tráfico local que discurre entre los enlaces de San Vicente del Raspeig y Busot-Muchamiel que es libre. La estación de peaje de San Vicente cuenta con 9 cabinas.[38]

Autovías
- A-70. Circunvalación de Alicante: El Campello-Elche. Es la primera circunvalación de Alicante, antiguo tramo de autovía perteneciente a la A-7.
- A-77. Acceso noroeste a Alicante: autovía que inicia su recorrido en San Vicente del Raspeig y conecta con la A-7 en su tramo hacia Alcoy y Valencia por el interior. A través de esta autovía se puede conectar fácilmente con las comarcas del Vinalopó a través de la autovía CV-80.

Otras carreteras
- CV-820. San Vicente-Novelda: carretera autonómica que conecta el municipio con Agost, pasando también por Moralet y Verdegás y que concluye en Novelda.
- CV-821. Ronda Urbana San Vicente-San Juan: carretera autonómica con buenas prestaciones que enlaza el municipio con la localidad de San Juan, pasando por Tángel, Muchamiel, Santa Faz y concluye en la N-332. Con este vial el municipio tiene buenas conexiones con la playa de San Juan o el Campus de Ciencias de la Salud de la Universidad Miguel Hernández. Además, posee una variante a Villafranqueza que posteriormente enlaza con la CV-822, por lo que también se puede tener acceso a la A-70 y a la ciudad de Alicante por Villafranqueza.
- CV-824. San Vicente-Cañada del Fenollar-La Alcoraya: comienza en la calle Miguel Hernández y el barrio del Tubo, tiene acceso a la A-77, y llega hasta la A-31 transcurriendo a través de la Cañada del Fenollar y La Alcoraya, pedanías de Alicante cercanas a San Vicente.
- CV-8280. San Vicente-A-77: conocida como la carretera de Castalla, es el principal acceso al municipio por el norte Se reformó en 2007 dotándose de carril bici entre diversas reformas.[39] Este vial da acceso a urbanizaciones singulares como El Gantxo, Camino del Advocat o Camino del Pantanet entre otros, así como entrada directa al Hospital de San Vicente.
- CV-828. Alicante-San Vicente: Es el eje de unión más tradicional del municipio con la capital Alicante. Sobre la plataforma de este vial discurre la línea 2 del tranvía, así como la saturada línea 24 de autobús.
- Ronda Oeste. En la actualidad se están ejecutando las obras de la Ronda Oeste que servirá de eje viario alternativo a la avenida Ancha de Castelar (tramo de la CV-828), que es la principal vía por la que transitan los vehículos que cruzan de norte a sur o viceversa por el núcleo urbano de San Vicente. Esta ronda viene impulsada también por la casi segura prolongación de la Línea 2 del tranvía por la calle Ancha de Castelar hasta el norte de la ciudad, por lo que se eliminará un carril de circulación de vehículos para el paso del tranvía. La Ronda Oeste contará con una calzada de doble sentido de circulación, 7 rotondas para regular el tráfico, carril bici y otros complementos.[40]

##### Ferrocarril
| Línea | Tramo                                               | Longitud (km) |
|       | Alicante/Universidad de Alicante/San Vicente Centro | 7,4           |
| ----- | --------------------------------------------------- | ------------- |

La ciudad cuenta con un apeadero denominado San Vicente Centro, situado en el vial del Terraplén, al final de la calle Colón. La Línea C-3 enlaza la localidad con Alicante y tiene una parada intermedia en el nuevo apeadero de la Universidad de Alicante situado en la zona de ampliación del campus, donde se ha empezado a construir el parque científico. Dicha línea C-3 pertenece al núcleo de cercanías Renfe Murcia/Alicante. Está en vías de proceso la prolongación de la línea hasta Villena.

##### Tranvía

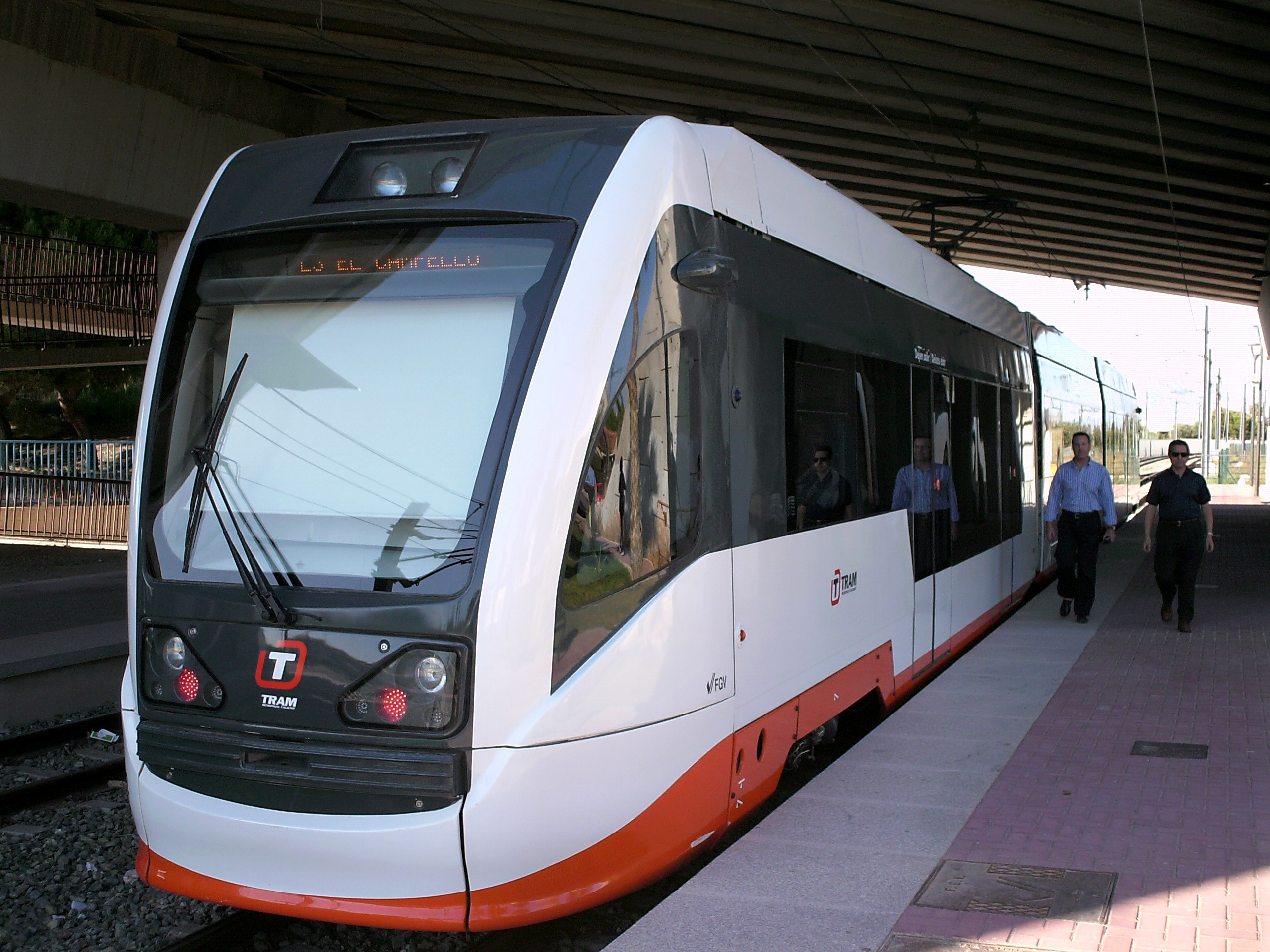
Un Tren-tram de la línea L3 del TRAM

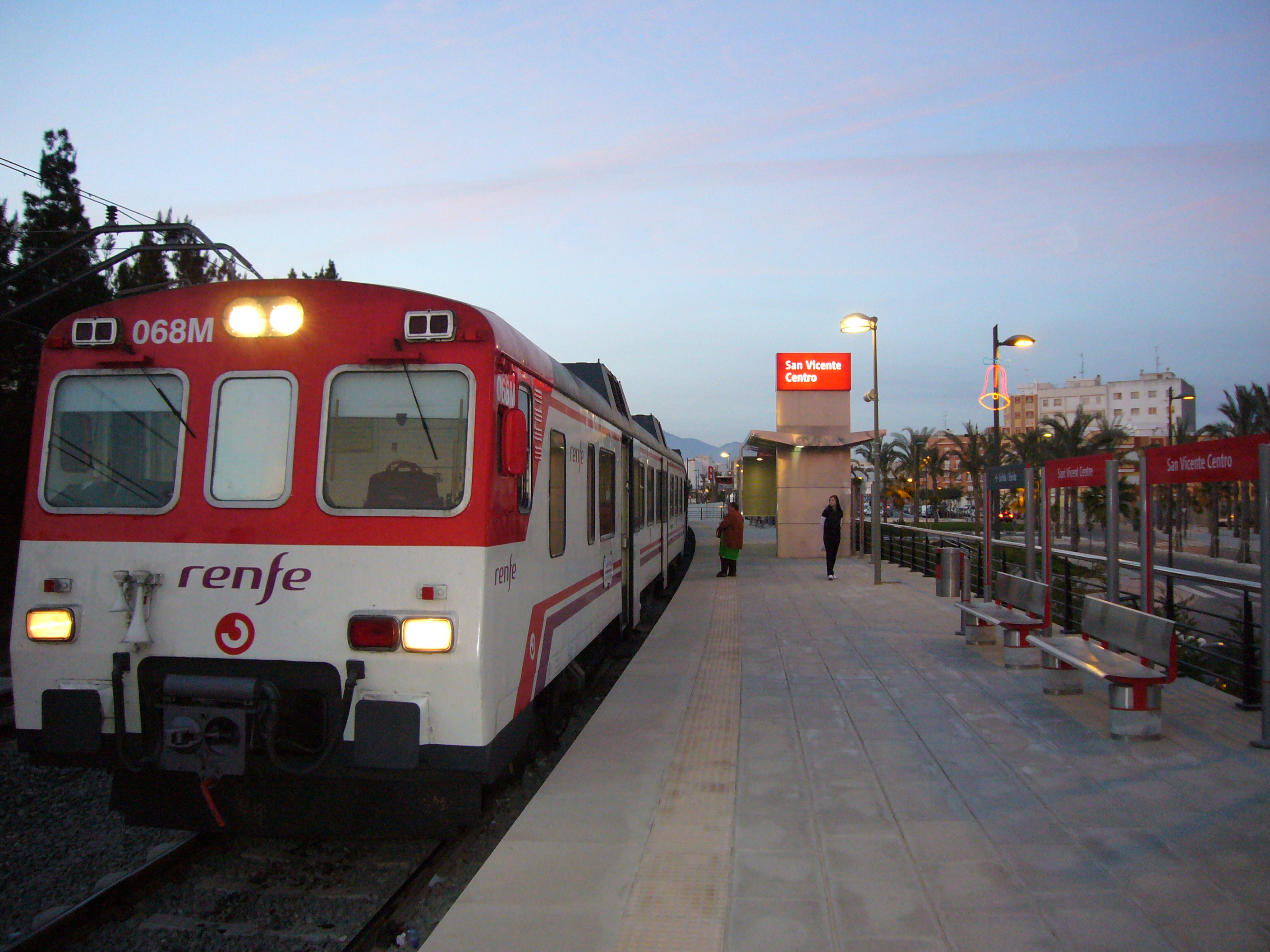
Apeadero del cercanías de San Vicente del Raspeig

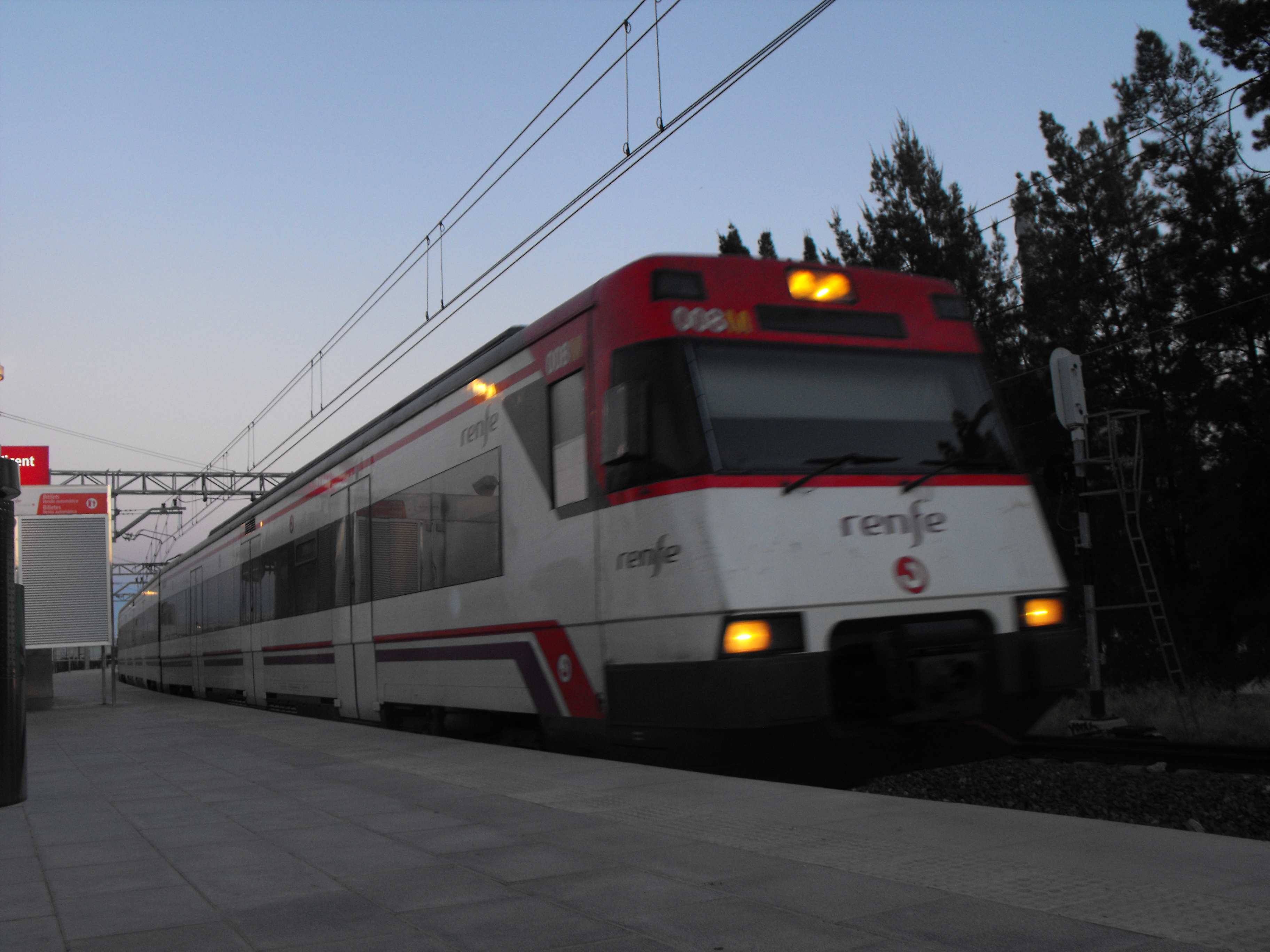
Nuevo automotor eléctrico haciendo su entrada en San Vicente

San Vicente del Raspeig está unida a la capital alicantina por tranvía, a través de la Línea 2 del TRAM. Dicha línea se compone por los tramos 1 y 2 que recorren el centro de Alicante y el tramo 3 que discurre netamente por territorio sanvicentero. La Línea 2 enlaza San Vicente con el Hospital General de Alicante en 12 minutos y llega hasta la avenida de Denia en 20 minutos y hasta la plaza de Luceros (fin de trayecto) en 25 minutos. A finales de 2007 se iniciaron las obras del Tramo 3, con una longitud de 1788 metros e incluye 3 paradas: Santa Isabel, Universidad y San Vicente del Raspeig.

#### Transporte urbano

##### Autobús
El municipio cuenta con diversas líneas de autobús urbanas e interurbanas. El TAM (Transporte Alicante Metropolitano), es el sistema de transporte de autobuses del área metropolitana de Alicante, el servicio lo realiza el grupo Subús a través de las empresas que lo integran. Las líneas urbanas son 3 y las líneas interurbanas que paran en San Vicente del Raspeig son 13:
| Itinerario urbano: - 45: Hospital-Los Girasoles-Barrio Santa Isabel-UA-Centro de salud II-Centro - 46A: Hospital-El Tubo-Los Manchegos-Pozo San Antonio (Pla Olivera) - 46B: Hospital-Villamontes-Pla Concheta | Itinerario interurbano: - 24: Alicante-UA-San Vicente del Raspeig - 30: Hospital-La Alcoraya-Rebolledo - 36: San Gabriel-Gran Vía-UA - 38: Playa de San Juan-Hospital Clínico-UA ( en verano se suprime la parada UA y en dirección al Hospital de San Vicente) - M-2: Alicante-Ibi-Alcoy - M-3: Alcoy-Tibi-Ibi-Alicante - M-4: Alcoy-Alicante (por Castalla) - M-46: Muro de Alcoy-Alcoy-Alicante (por Ibi) - M-47: Muro de Alcoy-Alcoy-Alicante (por Tibi) |

De entre estas líneas, la más transitada y que pasa con mayor frecuencia es la 24, que conecta la localidad con Alicante.

##### Taxi
El municipio sanvicentero también cuenta con su particular flota de taxis que se encuentra en la avenida de la Libertad, esquina con la calle Ancha de Castelar.

##### Bicicleta
El ayuntamiento sanvicentero puso en marcha en junio de 2007 un servicio de transporte gratuito denominado Bicisanvi, por el que el ciudadano puede alquilar una bicicleta durante un periodo de tres horas. Cuenta con una flota de préstamo de 100 bicicletas mediante un sistema de control de tarjeta electrónica. Los ocho puntos de recogida están situados en: biblioteca general de la UA, plaza Juan Pablo II, plaza del ayuntamiento, polideportivo municipal, plaza del Apeadero [Renfe], Apeadero TRAM, plaza Huerto de los Leones [biblioteca pública municipal] y en el centro comercial San Vicente Outlet Park.

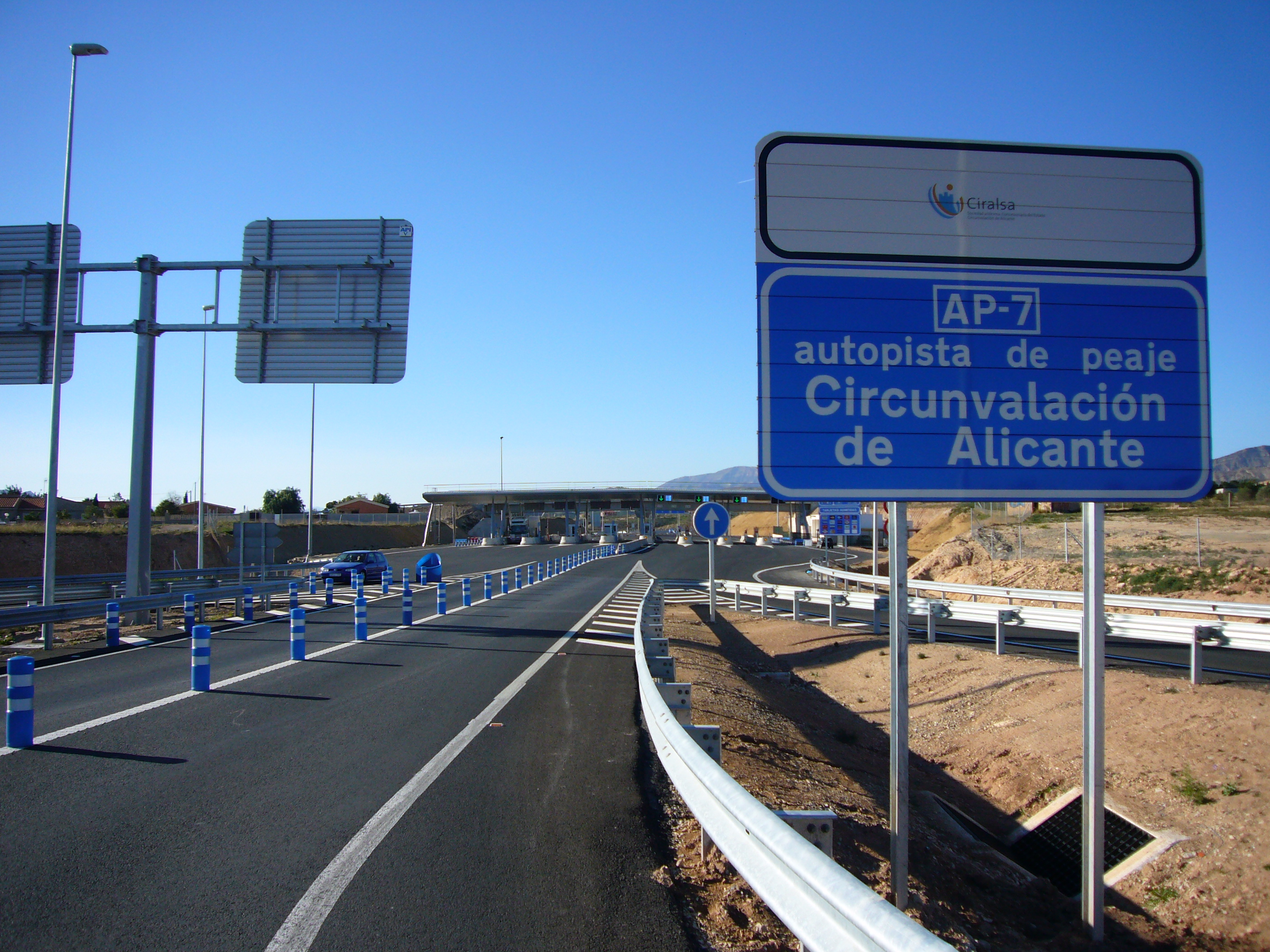
Estación de peaje de la Circunvalación de Alicante en San Vicente del Raspeig

## Cultura

### Patrimonio

#### Edificios civiles

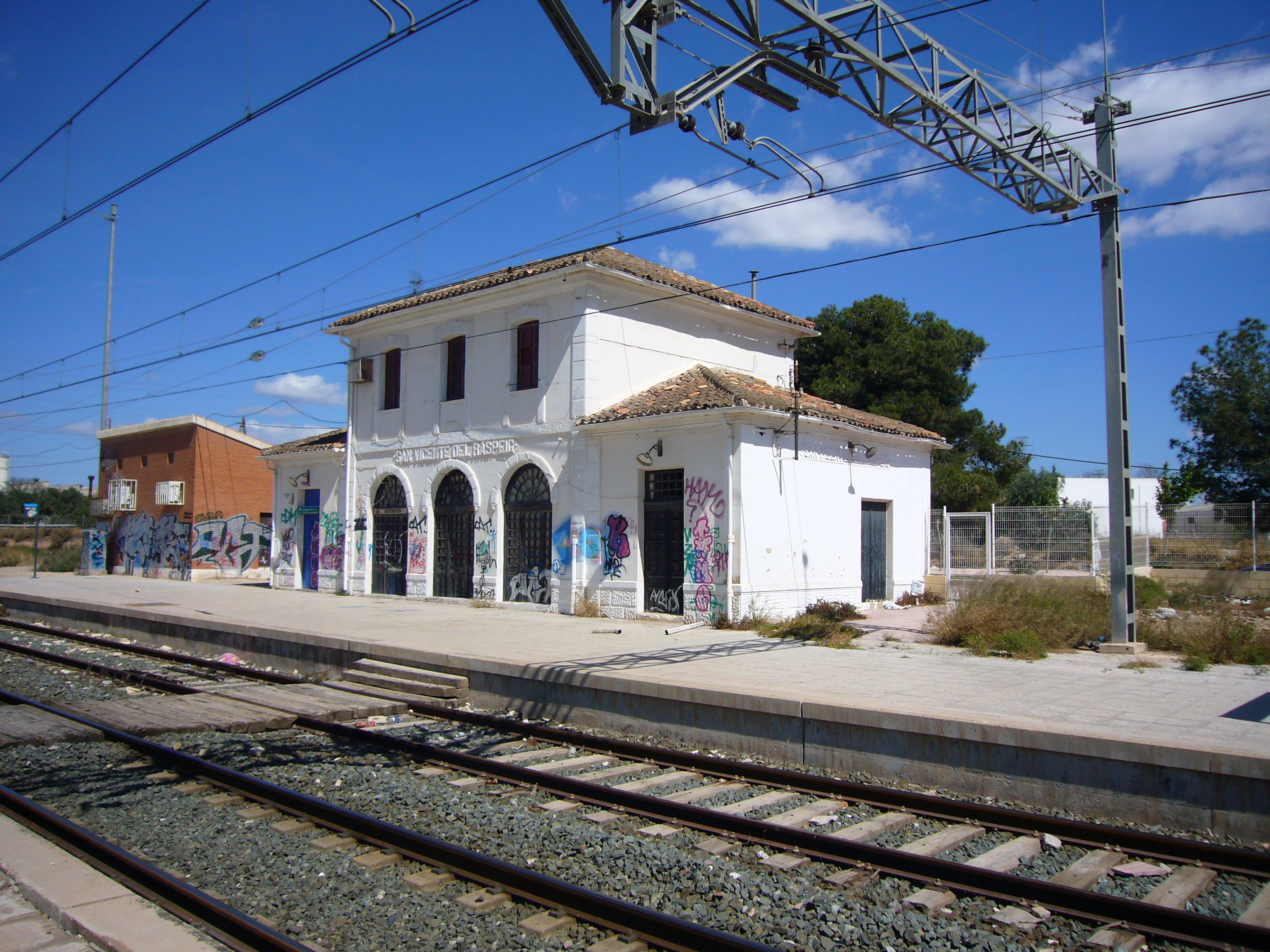
La antigua estación de ferrocarril se encuentra en un avanzado estado de abandono

- Ayuntamiento: el edificio se construyó en el año 1887. El estilo de la fachada principal lo podemos considerar como modernista, dejando patente que ha sufrido numerosas remodelaciones. Destacan en su fachada los tres arcos de piedra medio punto y el escudo de la ciudad. A los laterales también hay que destacar dos arcos de medio punto, lo que le da ese aspecto majestuoso a la plaza. Durante la década de los años 60, el desarrollo económico sufrido en la ciudad y el bum demográfico motivaron la ampliación del edificio, siendo la parte trasera de éste la que se amplió.
- Antigua Estación de Ferrocarril: actualmente en desuso, fue un edificio importante durante la primera mitad del siglo XX y finales del XIX. Su actual entorno nada tiene que ver con el que existía cuando fue construida. Hoy en día se caracteriza por presentar un paseo con árboles. Se encuentra enclavada en la línea de ferrocarril Alicante-Madrid, y supuso uno de los elementos clave en el desarrollo industrial de San Vicente del Raspeig. Fue inaugurada en la segunda mitad del siglo XIX por la reina Isabel II de España. Su estilo, al igual que el ayuntamiento, es modernista, y destacan sus adornos típicos de la época. Aunque actualmente se encuentra algo abandonada, se espera que recupere su antiguo esplendor con la puesta en marcha de los trenes de cercanías hacia Villena.
- Casa de los Molinos: casa de finales del siglo XIX que antiguamente se enclavaba entre los campos de cultivos que rodeaban el caserío del Raspeig. En la actualidad ha sido adquirida por el ayuntamiento para destinarla a usos museísticos, universitarios o de estudios europeos junto con la UA.[46] Alrededor de la casa se conserva un jardín ilustrado que ocupa 1200 m².
- Villa Josefina: casa modernista de finales del siglo XIX enclavada a un lateral de la carretera de Sant Joan. Se trata de una de las típicas casas que la gente acomodada de la capital tenía en Sant Vicent para pasar la estación estival. En ella podemos observar los típicos aleros del tejado compuestos por trozos de cerámica con dibujos. Las ventanas y balcones poseen verjas y barandillas de hierro forjado, y el balcón principal está compuesto por una cristalera modernista. La casa está rodeada por una pequeña pinada, y diversos árboles típicos del campo sanvicentero.
- Casa de Evaristo el Lleig: se trata de una casa modernista, una de las últimas que aún se conservan en la calle Pintor Picasso. La casa, que posee 2 pisos, posee en su interior un grandioso patio. Tiene 3 balcones que están rematados por diversas figuras clásicas, apareciendo también las barandillas de hierro forjado.

#### Edificios religiosos

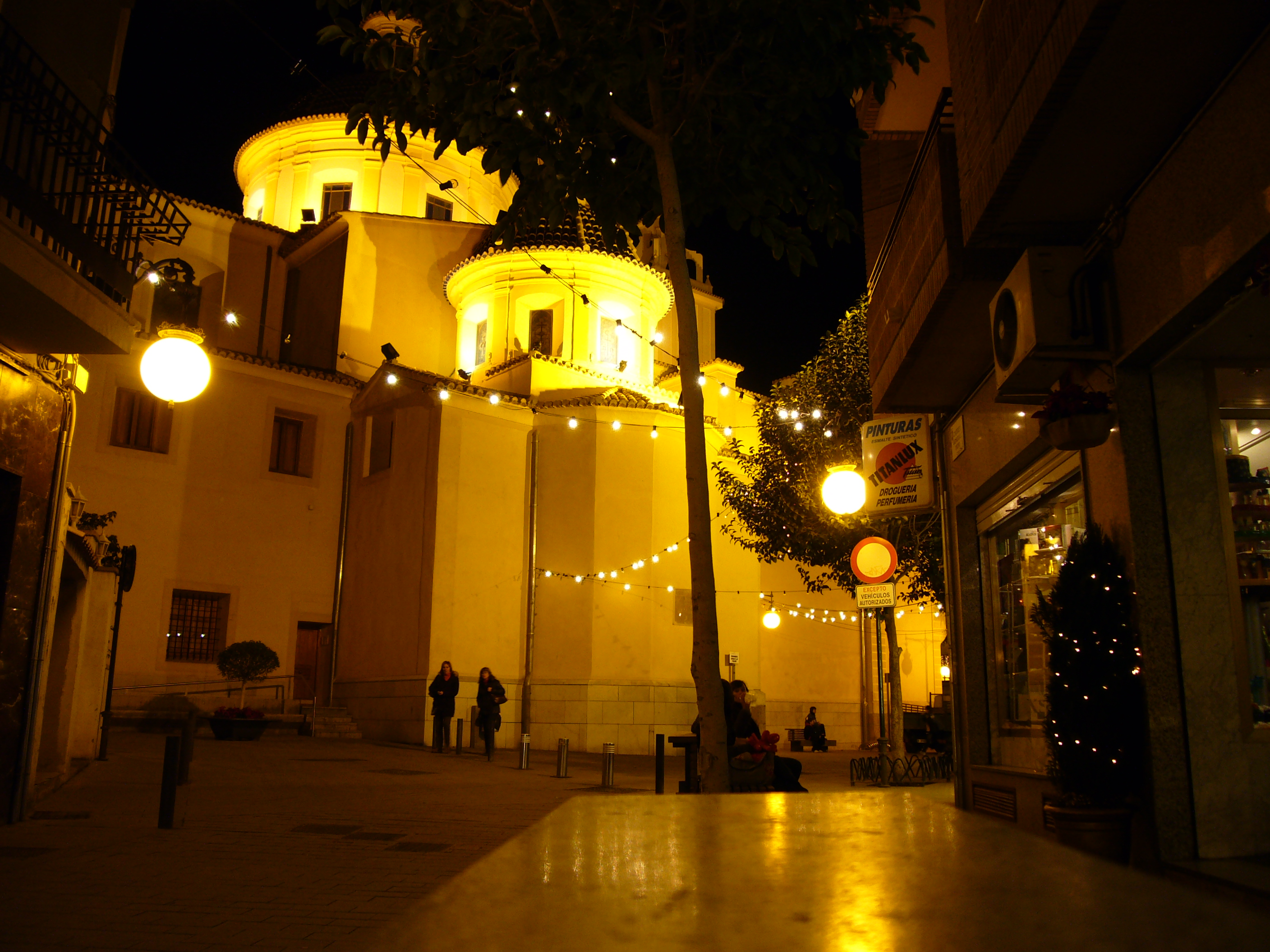
Actual iglesia de San Vicente Ferrer desde una parte lateral

- Iglesia de San Vicente Ferrer: fue construida, como se indica en su fachada principal, en el año 1803 sobre una antigua ermita. La construcción de la ermita se justifica por la visita que hizo en el siglo XV San Vicente Ferrer al caserío del Raspeig. El estilo de la iglesia es neoclásico y en su fachada se pueden observar dos columnas con el fuste liso. La planta de la iglesia posee una estructura en cruz latina con capillas laterales. En el centro de la iglesia se levanta una gran cúpula rematada por una veleta. La torre principal de la iglesia fue destruida por su ruinoso estado en la segunda mitad del siglo XX y actualmente la que existe es una réplica de la anterior. Es un bonito edificio que contrasta con la estrechez de las calles adyacentes.
- Iglesia de la Inmaculada: de estilo contemporáneo, construida en los años 1970 y reconstruida en los años 1990. Situada en la calle Benlliure, consta de un gran recinto para la oración. Con grandes ventanales destaca su gran luminosidad. Dedicada a la Inmaculada Concepción, cuyas sus fiestas se celebran por las calles adyacentes el 9 de diciembre con una ofrenda floral en la que participan las entidades festeras de la ciudad. El día festivo finaliza con una mascletá.
- Iglesia de Santa Isabel: también de corte moderno, situada en la barriada de Santa Isabel.

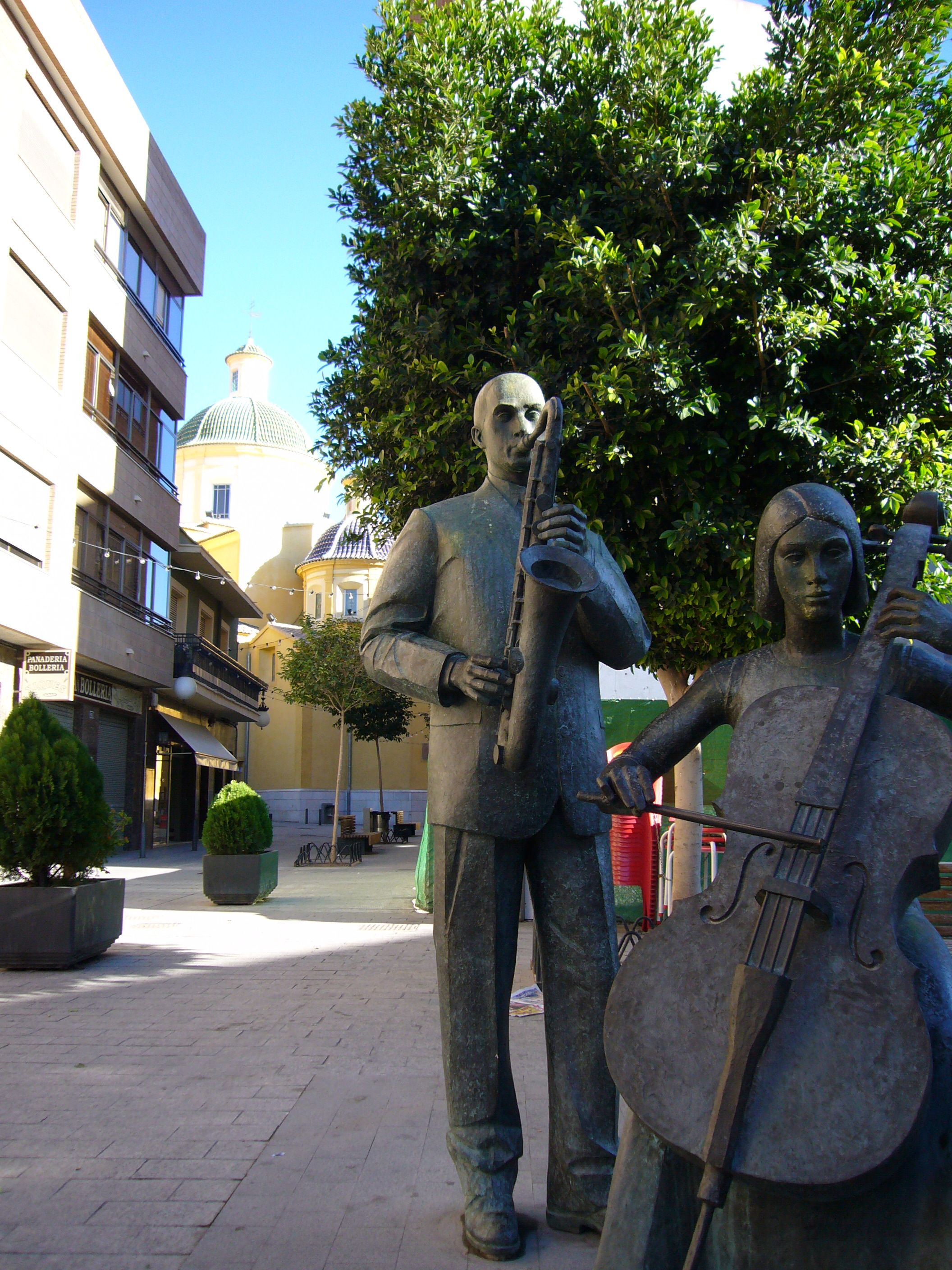
Monumento a la música de la plaza Ascensión Guijarro

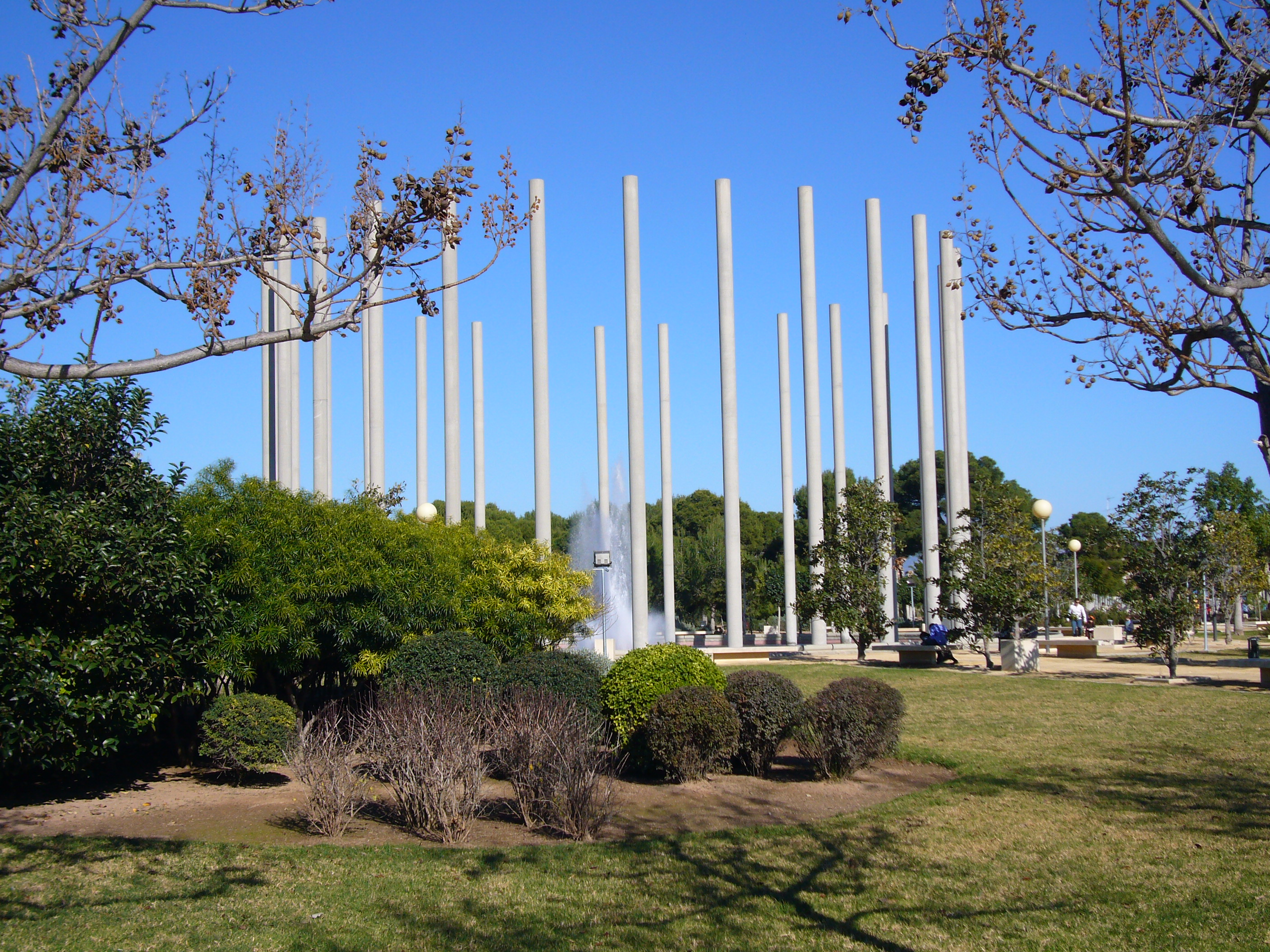
Columnas de la fuente central del parque huerto Lo Torrent

#### Monumentos y esculturas
- Dona Lluna es el título de la escultura monumental realizada por el escultor y pintor contemporáneo Saülo Mercader. El monumento se encuentra situado en la rotonda de la entrada principal al parque huerto Lo Torrent. Es un vibrante homenaje a la mujer, a sus poderes de renovación y de resistencia, guardadora de las culturas y de la continuidad del género humano. Más que una escultura en el sentido técnico y artístico de la palabra, es un tótem de 4 metros de altura (más 1,50 m de peana), inmóvil y gigantesca, de dos toneladas de bronce.
- Monumento a la música es un monumento urbano en homenaje a la música, que representa las dos facetas históricas de la música en esta ciudad. Obra del escultor ibense Vicente Ferrero, se encuentra instalado en la plaza Ascensión Guijarro, espacio junto a la iglesia de San Vicente Ferrer. La obra, compuesta por dos figuras de más de dos metros de altura, fundida en bronce, muestra un saxofonista que hace referencia a la parte más arraigada de la música en nuestra cultura, la fiesta, la banda. Una chelista cierra el conjunto, que con una postura de armonía, muestra la cara más profunda de la música. Dos músicos que comparten la misma inquietud desde dos formas complementarias. En palabras del escultor, se trata de reconocer la labor de la música en nuestra cultura y son dos jóvenes los que representan el legado cultural y la apuesta por el futuro. El agradecimiento de todo un pueblo a una inquietud hecha profesión. Una composición escultórica, sencilla y elegante que invita al viandante a la reflexión, humanizando un pedazo de ciudad. La obra se comporta como elemento de enlace entre la calle y el ciudadano.[47][48]

#### Otros lugares
- Parque huerto Lo Torrent es uno de los parques urbanos más importantes de la provincia, construido en varias fases (inaugurada su tercera fase el 21 de marzo de 1999), posee más de 65 000 m² de extensión y un coste superior a los 3 000 000 de euros. Alberga amplias zonas de paseo y esparcimiento, parques infantiles, pista polideportiva, circuito de footing, circuito nacional de bici BMX, aula de la naturaleza, invernadero, estanque, auditorio al aire libre (con capacidad aproximada para 700 espectadores), ajedrez gigante, circuito de automóviles radiocontrolados todoterreno, puerto para barcos de radiocontrol en el lago central, además de diversos kioscos. Por todo esto y por sus amplias zonas verdes y arboladas, el parque Lo Torrent se consolida como el pulmón verde de San Vicente.[49]

#### Arqueología

##### Vestigios más antiguos
- Loma de la Panxeta:

Sobre esta pequeña loma localizada en los confines septentrionales del término municipal (en el Altet de la Panxeta) se han encontrado los restos materiales más antiguos documentados, entre los que se distinguen fragmentos de una o dos jarras y un recipiente de almacenaje. El conjunto parece poder datarse entre los siglos XIV y XV. Se trataba de un asentamiento dotado de recursos naturales, sobre todo agua (cercano a dos ramblas), cercano a las vías de comunicación con las comarcas aledañas, y que domina visualmente las tierras llanas de su entorno. Su origen podría relacionarse con la huida del medio urbano de Alicante, que no garantizaba la salud ni el sustento diario, evitando la presión señorial o los efectos de la peste, en busca de tierras despobladas. Es muy probable que existieran otros pequeños asentamientos diseminados por las tierras del Raspeig, que respondieran a una génesis similar a la descrita, además si efectivamente existió la ermita de San Ponce quiere decir que existió un poblamiento mínimo en su entorno que justificara la presencia de un centro religioso.

#### Edad Moderna
- Las casas de volta como principal ejemplo del hábitat de la época moderna:

El mejor exponente del asentamiento en la Época Moderna es la casa de volta. Estas casas empiezan a levantarse en el siglo XVII y el estilo arquitectónico seguirá generando ejemplos en el siglo XVIII e incluso XIX. Como buen documento arqueológico encontramos la Casa de la Foia de Oleán en la que a dos crujías abovedadas previas se adosa una tercera, transversal y de distinta factura, en cuya argamasa se halló cerámica de color amarillento a la sal de Agost, típica del siglo XIX. Por otro lado, está la Casa de la Esperanza, en la actualidad es un caserón que anteriormente fue un edificio de volta, muy modesto. Junto a la finca El Reloj está la Casa Llueca, donde se presume una antigüedad algo mayor a la primera mitad del siglo XIX. El arqueólogo Jesús Moratalla Jávega defiende que el núcleo de población Pla Olivera es de los más antiguamente poblados del término sanvicentero y el Camino de Monnegre se erigió como vía principal, donde surgieron a su alrededor numerosas casas de volta y sus aljibes. Otras casas de volta importantes en el municipio fueron las Casas del Cococ, Casa Blanca, Casa del Pí o la Casa de Xirau.

#### Transformaciones arquitectónicas delsigloXIX
Con posterioridad a las casas de volta surgieron caserones adintelados como la Casa de la Cañadeta Verde, la finca del Sabinar, La Casa Aracil, casas del Carreret, Casa Pitxoc o Casa de los Brotons. En dichas se caracterizaron por el predominio de las líneas rectas y la simetría de las fachadas, con la presencia habitual de una segunda planta. Al disponer de más espacio repercute en el hábitat (más habitaciones) y en la agricultura. Hasta el momento las casas de volta ofrecían un espacio con un predominio absoluto para el ganado pero con las casas adinteladas se permiten más usos como el agrario o almacenaje de productos agrícolas. Los aljibes tenían capacidades limitadas en el ámbito agrario, y se introdujo el sistema de riego por boquera con una fuerte influencia de la vecina Agost tras su buen funcionamiento. Este sistema de riego es un hallazgo que se ha conservado bien con el paso del tiempo y que significó un importante cambio económico en la zona del Raspeig.
Otro de los hallazgos importantes han sido dos puentes. El primero, llamado puente de Carranchalet, está localizado sobre la rambla del Carranchalet, que supone todo un acontecimiento por la magnitud de la obra. Su paraje bastante accidentado ha influido en que no sea una construcción muy conocida. El segundo, el puente de Boqueres, es mucho más modesto, sito en el camino de Monnegre, de tipo hoy apenas puede verse. Son obra del siglo XIX, época que se caracteriza por el uso general de los arcos de tipo escarzano en el volteo que salva el barranco.
Minas de ocre del Sabinar: dedicadas en el siglo XIX a la explotación minera de las vetas de ocre de la sierra del Sabinar (valle del Sabinar) para su uso como colorante en la pintura. Trajo consigo un excelente complemento a la renta de los sanvicenteros, de las que se extraían toneladas de ocre amarillo que eran transportadas a Inglaterra en su gran mayoría.
Otros restos arqueológicos de la Edad Contemporánea son una máquina de extracción de aguas que se encuentra en el Camino de Monnegre y la casa-cueva del Valle del Sabinar.

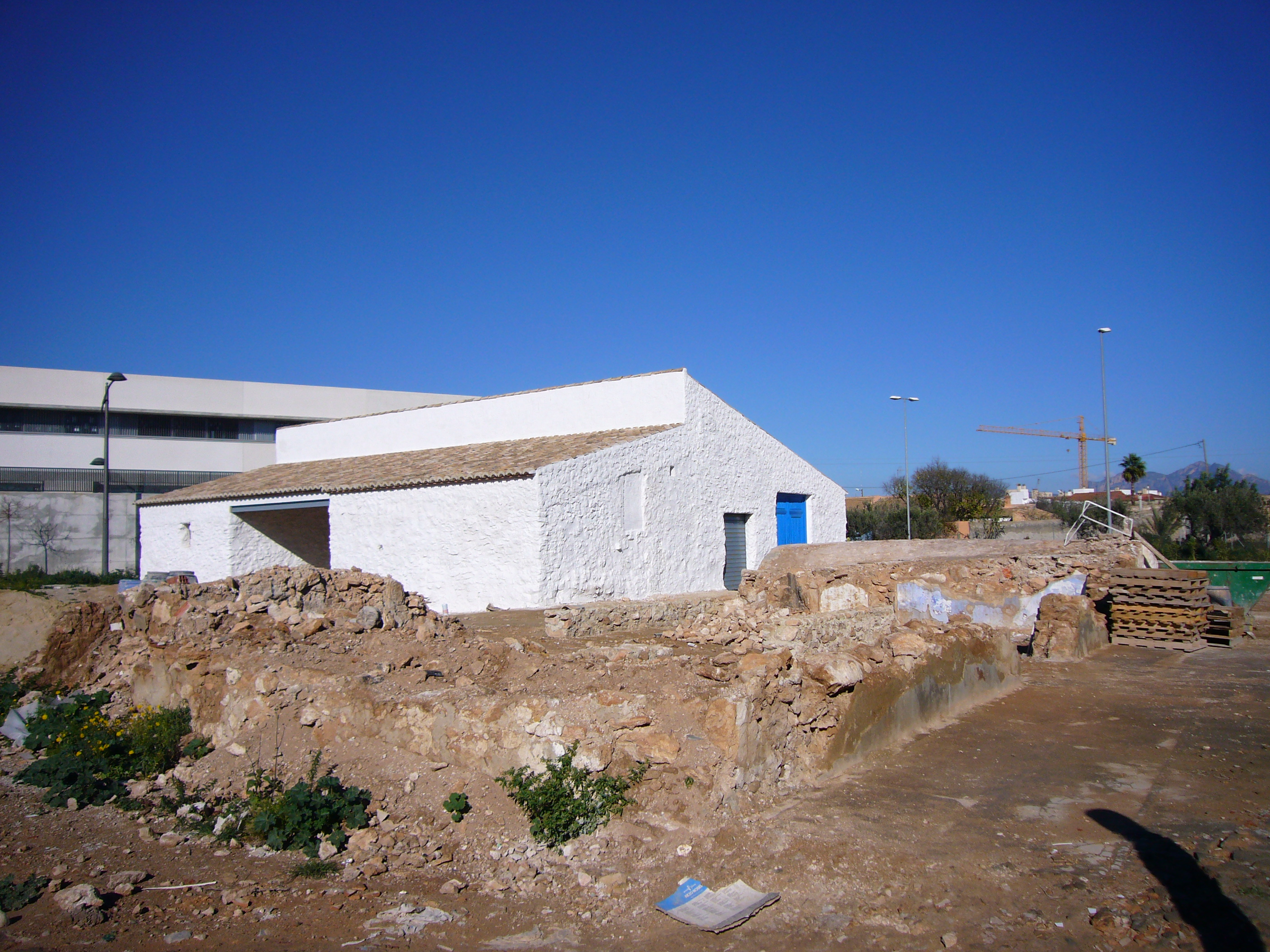
Demolición parcial del caserón y el aljibe de La Almazara (diciembre de 2007)

#### La Almazara
Es una vivienda del siglo XVIII-XIX que poseía dos plantas, cuadras y aljibe, por lo que responde a la descripción de un caserón adintelado que previamente habría sido una casa de volta. Ubicada en el barrio Laborinquen en una parte muy cercana al casco urbano, dentro de las mayores zonas de expansión de la ciudad, fue declarada en julio de 2007 como Bien de Relevancia Local por la Consellería de Cultura de la Generalidad. Se iniciaron las obras de rehabilitación en 2007 resultando estas reformas muy controvertidas al haber sido derribado el edificio y las cuadras, centrándose en la conservación del aljibe, la recuperación de muros, la consolidación de la estructura de la cubierta, así como la conservación de la teja curva y la realización de una nueva solera, conservando la red de decantación del aceite y del agua.

### Instalaciones culturales
Bibliotecas

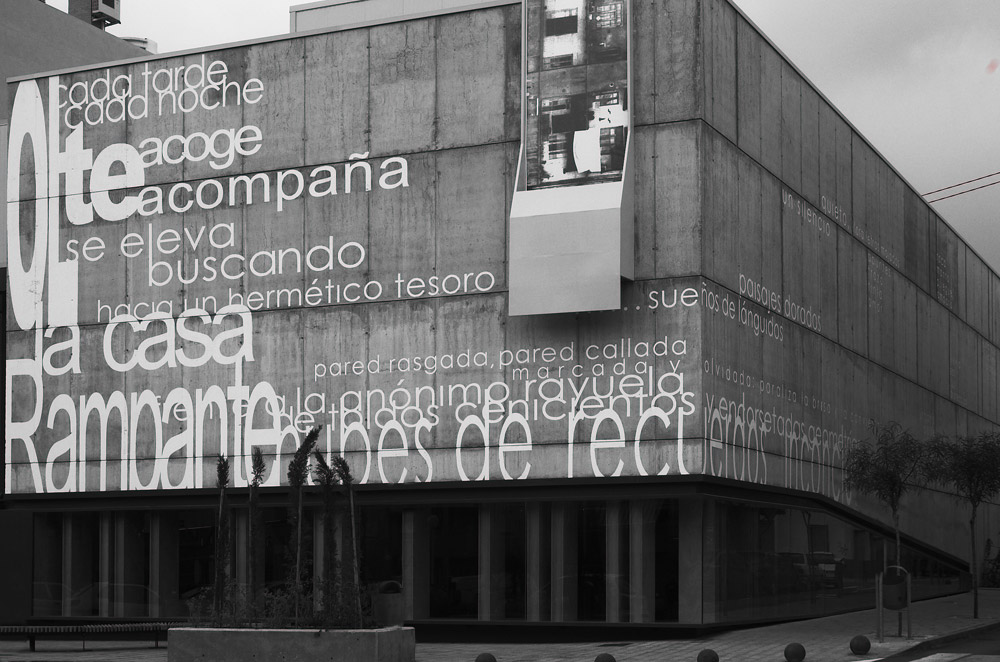
Biblioteca pública municipal

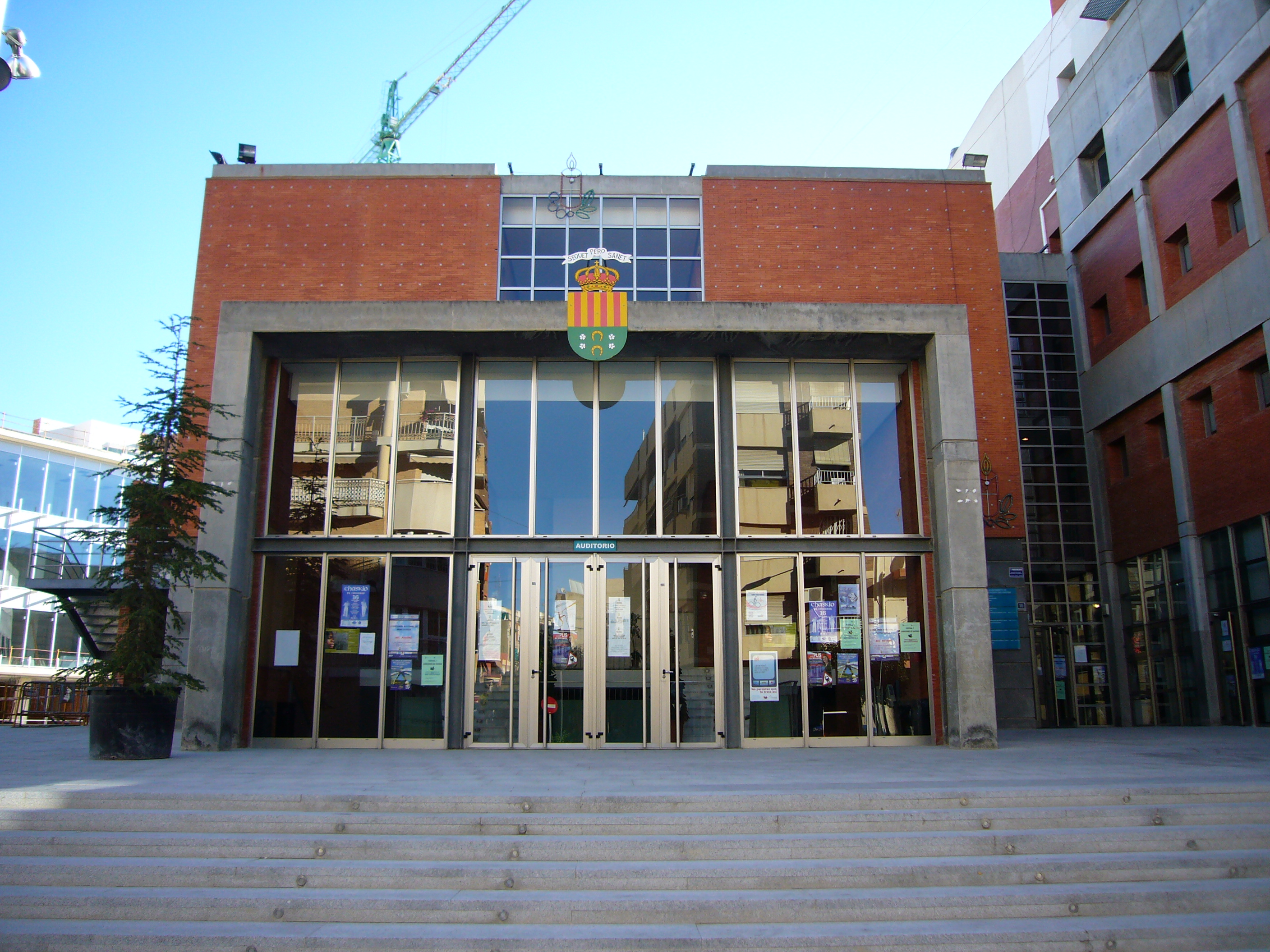
Auditorio del centro social

- Biblioteca pública municipal: ubicada en el entorno de la plaza de la Huerta de los Leones, este edificio fue planteado como una espiral ascendente, abierta a la plaza. El proyecto, no exento de polémica para algunos (por su falta de luz natural y una mala distribución climatológica), concilia los usos más lúdicos en la planta baja con los más introspectivos en las superiores. Pese a que es un equipamiento reciente no ha descongestionado la demanda de salas de estudio en un municipio tan vinculado con la educación. Concluida en diciembre del año 2006, se le otorgó el premio FOPA a la mejor obra pública del año 2005 en la provincia de Alicante.[52]
- Biblioteca pública infantil: ubicada en la calle Mayor sustituye a la antigua biblioteca que se situaba en la calle Doctor Fleming, es una biblioteca con dedicación a niños y jóvenes. Posee sección de préstamo, sección de referencia y servicio de acceso a Internet.
- Nueva biblioteca infantil: se ubicará frente al nuevo edificio consistorial y sustituirá a la actual biblioteca infantil de la calle Mayor. Su fachada se prevé modernista y pretende ser un referente emblemático de la nueva plaza municipal ambientada en el edificio CaixaForum Madrid.[53]

Música
- Conservatorio profesional municipal de música Vicente Lillo Cánovas: acoge a alumnos a partir de 7 años en iniciación musical. Se imparte el Grado Elemental y Medio con diversas especialidades instrumentales y sus asignaturas complementarias según el plan de estudios correspondiente.
- Conservatorio municipal de danza: se imparte enseñanza a nivel de Grado Elemental, con las especialidades de danza clásica y danza española y sus asignaturas complementarias según el plan de estudios correspondiente. Dentro de este centro existen otras enseñanzas y actividades tales como iniciación a la danza, flamenco y escuela bolera en sus tres niveles (elemental, medio y superior).
- Otros
- Cine La Esperanza: se encuentra en la calle Ramón y Cajal, cercano a las zonas peatonales del casco antiguo. Con una capacidad de unas a las 1200 personas, es la sala de proyección por excelencia de San Vicente del Raspeig. En funcionamiento desde el primer tercio del siglo XX, ha resistido los envites de los grandes multicines, aumentando su popularidad en los años 2000 debido a su política de últimos estrenos a precios bajos (3 euros la entrada). En verano abren el cine-terraza al aire libre que está en un anexo a la sala.
- Auditorio del centro social: situado en la calle Cervantes junto al nuevo ayuntamiento, posee un aforo de unos 400 espectadores y sirve para múltiples eventos, como teatro, conferencias, conciertos, etc.
- Parque cultural: el inicio de las obras está previsto en 2008.[54] Se situará en la carretera de Agost (CV-820) enfrente del parque Juan XXIII; y tendrá un aforo de 2000 espectadores.[55] Se trata de un edificio multidisciplinar que albergará audiciones, conciertos, representaciones teatrales, proyecciones cinematográficas de vídeo, danza y teatro. El futuro parque viene a suplir las carencias del auditorio del centro social que se ha quedado limitado para las necesidades del municipio.
- Galería de arte San Vicente: situada en la calle Pi y Margall, en el centro de la ciudad, fue fundada en 1998 por el artista local Muz-Martínez con un claro compromiso de mostrar a la sociedad las distintas tendencias artísticas y servir de plataforma para artistas emergentes.
- Museo del Helado:[56] es el único museo del helado de la provincia de Alicante está ubicado en las instalaciones de la empresa Helados Alacant en San Vicente, y alberga en él la historia del helado, recuperando la figura humana y profesional de los antiguos artesanos. El museo realiza un recorrido desde sus orígenes en el Lejano Oriente, deteniéndose en los antiguos pozos de nieve, en los obradores de principios de siglo, hasta llegar a la evolución tecnológica de nuestra historia más reciente. No está abierto al público y para visitarlo es necesario comunicarse previamente con la administración de Helados Alacant.
- Museo de la Universidad de Alicante (MUA): es un edificio modernista que en encuentra dentro del campus de la Universidad de Alicante; abrió sus puertas a finales de 1999. Concebido con la premisa de promocionar el arte contemporáneo, tiene como principal preocupación la difusión, la exhibición, la reflexión y la enseñanza del arte contemporáneo más actual.

Educación
La ciudad cuenta con 11 colegios públicos de educación primaria (más dos en construcción), de los cuales 4 poseen línea educativa en valenciano, y los restantes 7 en castellano. Existen 2 colegios concertados, 4 institutos de educación secundaria, un centro de educación de adultos, otro de formación ocupacional y 5 escuelas de educación infantil autorizadas. En lo que respecta a estudios universitarios se pueden estudiar en la Universidad de Alicante sita en el término municipal de la ciudad, o en la Universidad Miguel Hernández tanto en su sede de San Juan como en Elche debido a las buenas conexiones de transporte existentes.
En el ámbito de la formación profesional, encontramos la escuela taller Caserón Haygón, cuyo objetivo es formar a jóvenes, entre 16 y 24 años, en los oficios de albañilería, ebanistería y electro-fontanería, a la vez que se habilita el caserón del siglo XIX. Por otra parte, los institutos de educación secundaria también ofertan ciclos formativos de grado medio y superior, como el Instituto Haygón que oferta entre otros, los estudios de Técnico Superior en Animación de Actividades Físicas y Deportivas (TAFAD) actualmente, TSEAS

### Eventos culturales
- Semana musical en honor a Santa Cecilia organizada por la Sociedad Musical La Esperanza. Durante los meses de noviembre-diciembre
- Semana de Teatro en San Vicente del Raspeig.
- Semana Musical Vicente Lillo Cánovas. Enero-febrero
- Muestra de San Vicente. En el mes de noviembre

### Patrimonio inmaterial

#### Fiestas patronales y de Moros y Cristianos en honor a San Vicente Ferrer

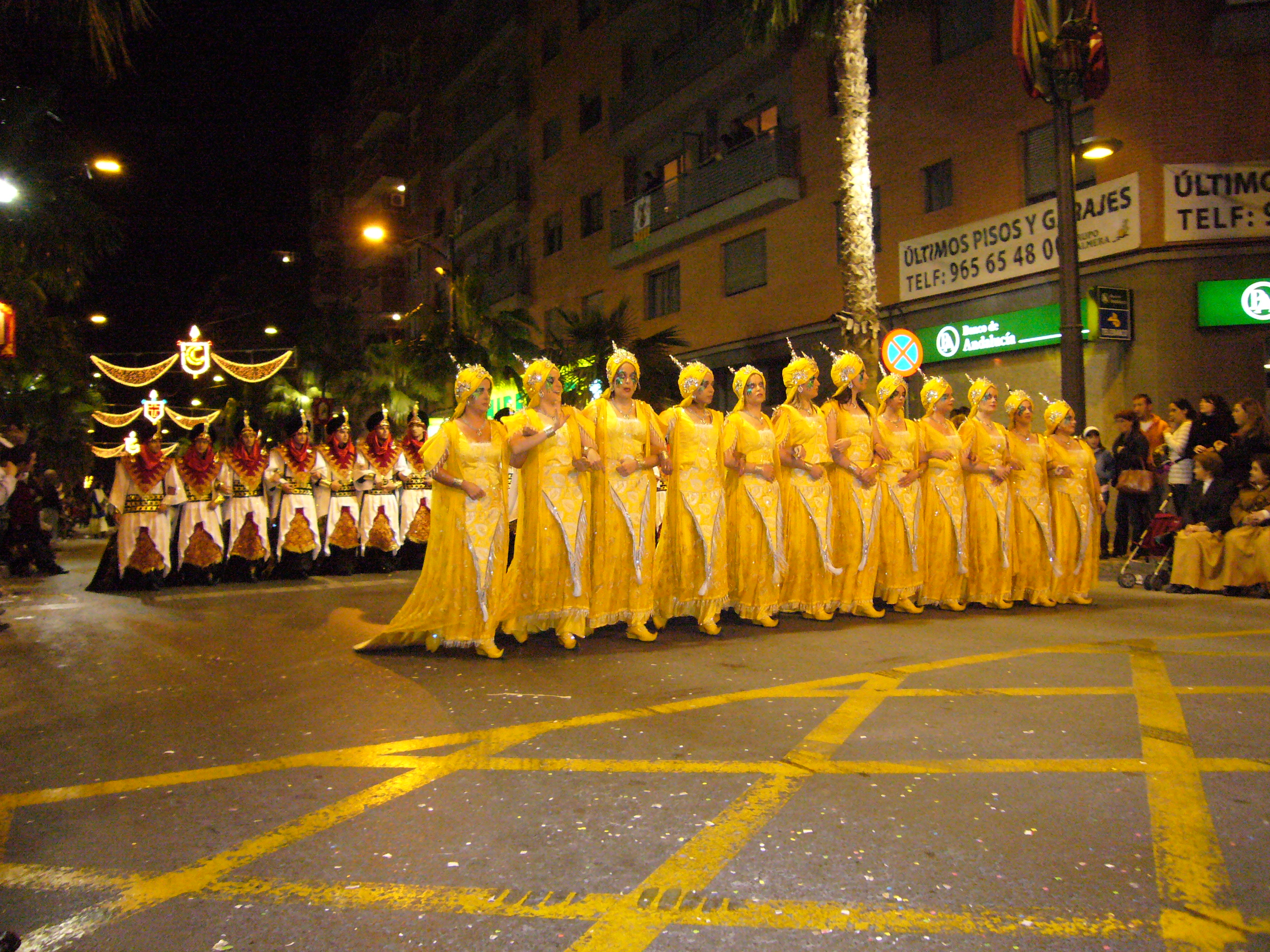
Una Filada de las fiestas de Moros y Cristianos desfilando por la avenida Alicante

Las primeras, dedicadas al patrón de la localidad, San Vicente Ferrer, cuyos datos más antiguos se remontan al inicio del siglo XIX, conjuntan una parte propiamente religiosa (con origen en la devoción al Santo) surgida con fines agrarios, y una lúdica, que, nacida oficialmente en la primavera de 1975, recoge la tradición valenciana de las fiestas de Moros y Cristianos. Las fiestas duran diez días, aunque los días principales son el sábado, domingo y lunes después de la Pascua de Resurrección. Cabe destacar como su acto más espectacular y llamativo la embajada nocturna, que le ha valido el reconocimiento dentro de las fiestas a nivel provincial. El último de estos días, dedicado al Patrón, es cuando se celebra la Procesión General del Santo, en la que participan igualmente filaes de Moros y Cristianos. El 28 de septiembre de 2007 las fiestas patronales y de Moros y Cristianos en honor de san Vicente Ferrer fueron declaradas por la Generalidad Valenciana, de Interés Turístico Provincial de la Comunidad Valenciana.

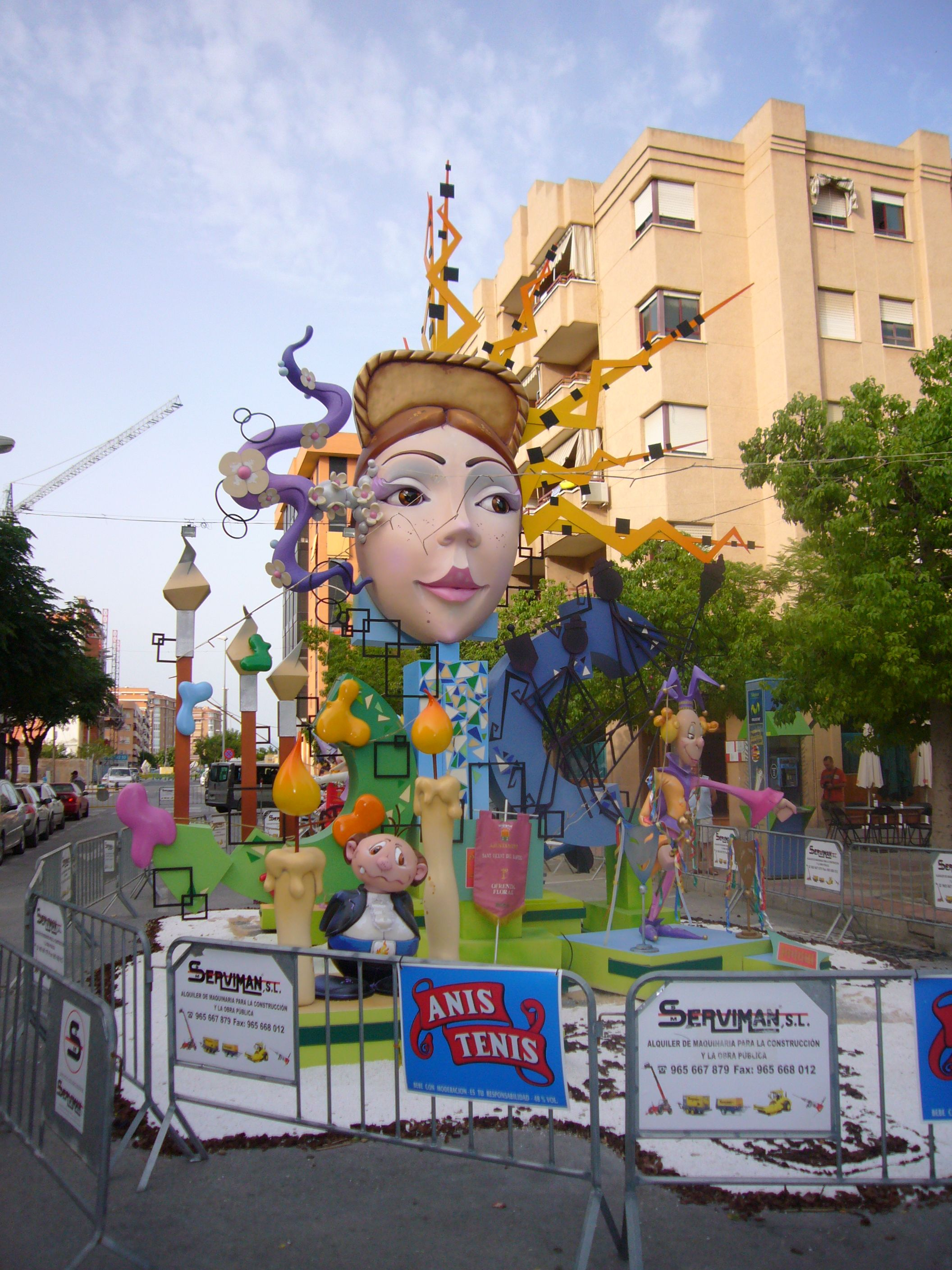
Hoguera Hernán Cortés de 2008

#### Hogueras de San Vicente del Raspeig
Las Hogueras, similares a las Fallas de Valencia y a las Hogueras de San Juan de Alicante, se celebran durante Cinco Días, siendo destacable el acto de la Cremà, su celebración tiene lugar la tercera semana de julio y consisten en la planta y posterior quema de monumentos artísticos de madera, y están enfocados sobre un lema. Están llenos de ninots, pequeños muñecos de cartón y poliuretano, qué hacen referencia a lugares, actos y personajes de actualidad, a los cuales les acompañan carteles con una crítica satírica en tono de humor y protesta. Fueron instauradas oficialmente en 1947, aunque desde tiempo atrás ya se realizaban de forma popular.
San Vicente del Raspeig Dispone de 11 comisiones de hogueras:
Hoguera Las Acacias
Hoguera L'Entra Al Poble, Hoguera Hernan Cortes
Hoguera Lillo Juan
Hoguera Parque Lo Torrent-La Huerta
Hoguera Haygon Sol Y Luz
Hoguera Ancha De Castelar
Hoguera Barrio Santa Isabel
Hoguera Carrer Major
Hoguera Carrer Nou
Hoguera Oficial
Ambas fiestas disponen del complemento de locales o cuarteles festeros, llamados «kábilas» en las de Moros y Cristianos, y «barracas» en Hogueras.
En otros momentos del año, acontecen también diversas celebraciones, como son la Cabalgata de Reyes Magos (5 de enero), el carnaval (febrero)
Festividades de las partidas rurales y barrios
Barrio Laborinquen-Partida Raspeig, Pla Olivera, Rabosal-Los Girasoles, Canastell, o Boqueres.
- Todas las comisiones de fiestas tienen reinas de las fiestas, damas de honor, madrinas de honor, presidente o presidenta

### Asociaciones culturales
- El Cercle d'Estudis Sequet però Sanet (CESS) es una asociación cultural preocupada por la historia y el patrimonio en general de San Vicente del Raspeig, llevando a cabo investigaciones por las que se ha podido conocer parte de la historia del municipio. El Cercle se constituyó el 7 de mayo de 1997 y ha elaborado y publicado 35 libros dentro de la colección Plecs del Cercle, abordando multitud de aspectos sobre la historia, cultura, economía y sociedad sanvicenteras en el transcurso de los tiempos. Gran mayoría de las publicaciones han sido escritas por José Miguel Santacreu Soler, presidente del CESS y profesor titular de Historia Contemporánea en la UA, y por los historiadores Vicente Millán Llin y Federico Aura Murcia.
- La Orquesta Sinfónica Académica de San Vicente (OSASV) nace como orquesta de cámara en 1982 con tan solo 9 músicos, todos ellos de cuerda. Con el paso del tiempo y gracias a la labor de su fundador Don Mariano Pérez se va consolidando como una de las orquestas de referencia de la provincia. En la actualidad está dirigida por Juan Miguel Romero Llopis y cuenta con una plantilla estable de más de 60 músicos.[63]

### Medios de comunicación
- Radio municipal: Radio San Vicente 95.2 FM

### Deporte
La ciudad de San Vicente cuenta con una importante actividad deportiva. El OAL Patronato Municipal de Deportes, constituido en 1996, es el organismo promotor del deporte tanto de competición como saludable, promoción de las instalaciones deportivas municipales, escuelas deportivas, juegos escolares y cualquier otra actividad que promueva el ayuntamiento en relación con la educación y el deporte.

#### Instalaciones deportivas
San Vicente del Raspeig cuenta con un amplio corazón deportivo englobado dentro de la ciudad deportiva, donde se encuentra el pabellón municipal de deportes, el campo de fútbol de la ciudad deportiva, rocódromo, piscina cubierta, piscina de verano, campo de fútbol 7, pista cubierta multideporte, pistas de tenis, pádel, tenis de mesa, etc.

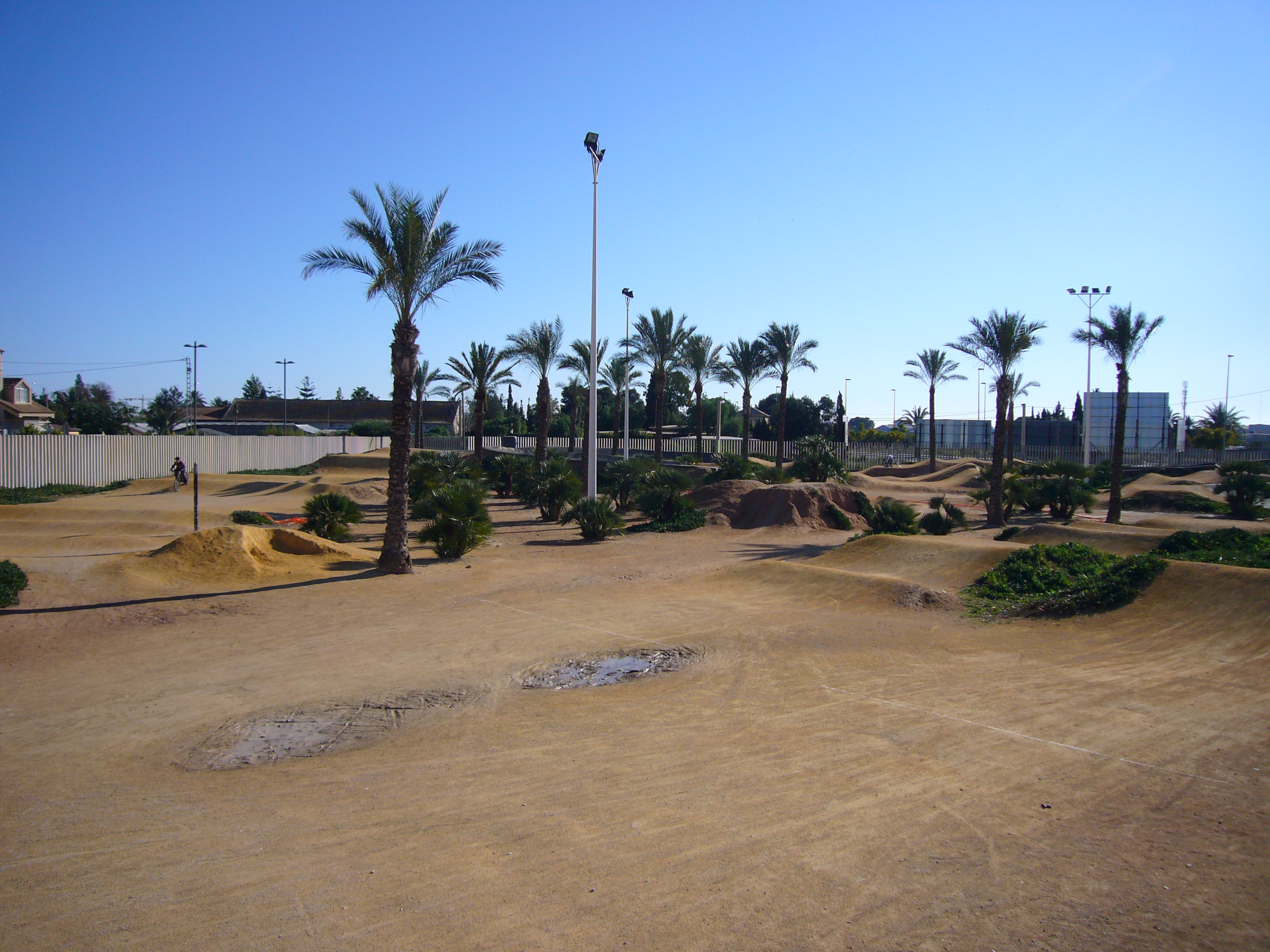
Pista de BMX del parque huerto Lo Torrent

- Pista de BMX: se encuentra dentro del parque huerto Lo Torrent. Es la mejor instalación de España para la práctica de BMX,[65][66] deporte olímpico en Pekín 2008.[67] Se trata de una superficie de arena común compactada en sus tramos rectos y asfaltados en los curvos que proporcionan un mayor agarre en las trazadas, siendo la única pista nacional con esta característica. La instalación también cuenta con alumbrado artificial que permite terminar de noche las sesiones de entrenamientos en invierno y alargarlas en verano.

Es una prueba puntuable del Campeonato de España de BMX y en 2007 fue sede de la final española, así como lugar habitual de los campeonatos de la Comunidad Valenciana. También es escenario continuo de concentraciones y estudios de entrenamiento, como otras concentraciones de la selección española u otras selecciones (preparación invernal de Noruega 2007/2008).
- Pista de automóviles radiocontrolados todoterreno: pista dedicada a los aficionados a los vehículos teledirigidos que se halla en el parque huerto Lo Torrent, fue inaugurada el 7 de octubre de 2007.[73] Cuenta con una longitud aproximada de 250 metros, anchura mínima de calles de 3,20 metros, 4 saltos (dos de cemento y 2 de tierra), 8 boogie, pódium para 8-10 participantes, 6 isletas de césped, acceso cerrado e iluminación nocturna.

Las instalaciones de la Universidad de Alicante, como la pista de atletismo, el campo de rugby o el campo de hockey hierba, se encuentran dentro del casco urbano del municipio, siendo utilizadas por clubes y deportistas sanvicenteros.
Plan Parcial El Pilar: en enero de 2008 se aprobó el presupuesto destinado a deportes para el ejercicio 2008. En este presupuesto se incluye una partida para el estudio y la redacción del proyecto de construcción de una pista de atletismo y un nuevo campo de fútbol en el Plan Parcial El Pilar, en la partida Torregroses, junto al parque huerto Lo Torrent. Estas infraestructuras han sido muy demandadas por los vecinos y clubes deportivos del municipio que no dispone de instalaciones mínimas para atletas y cuenta con un solo campo de fútbol.

#### Entidades deportivas

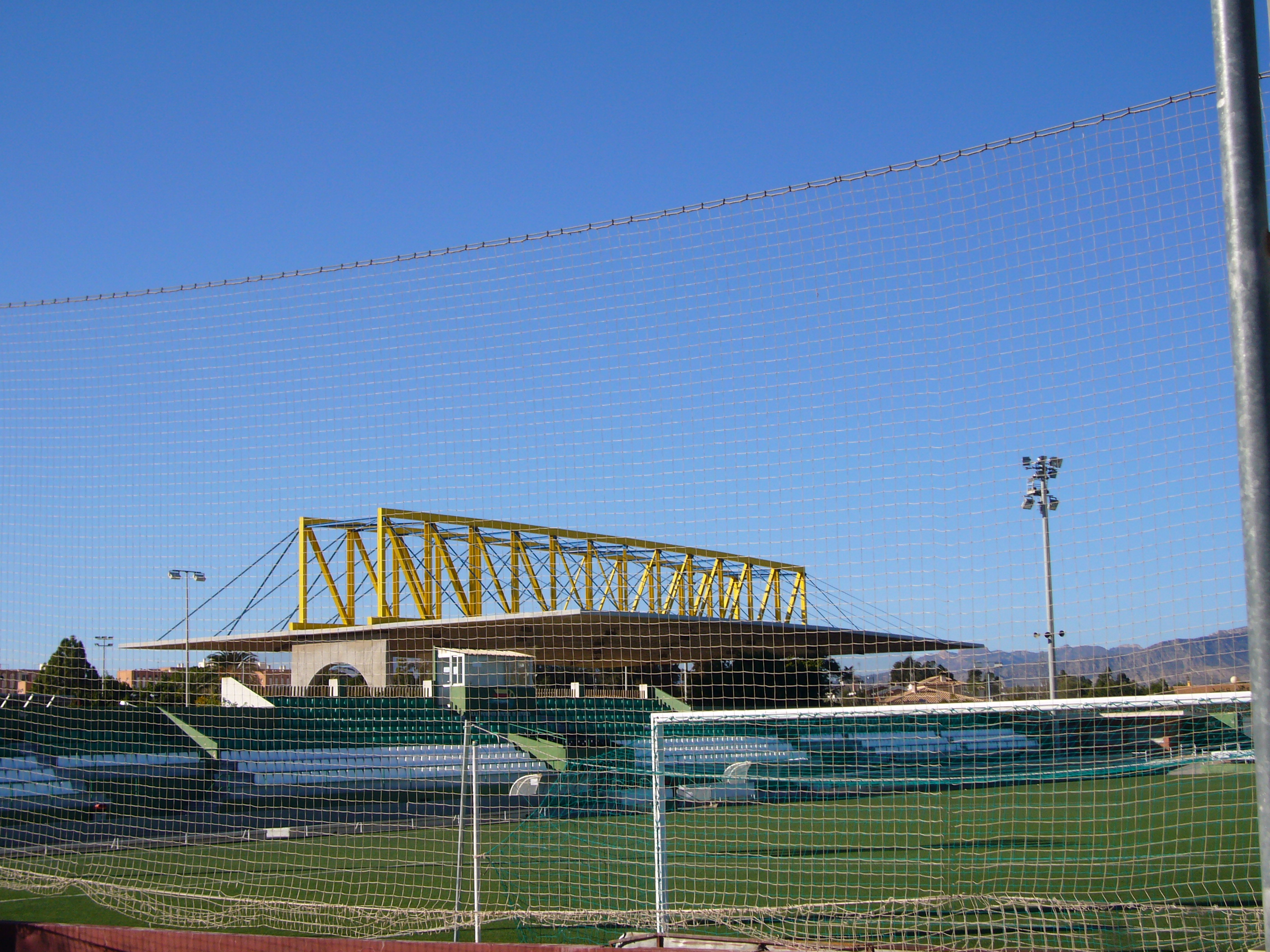
En la ciudad deportiva juega sus partidos el Jove Español

El deporte que más difusión tiene es el fútbol, y el equipo deportivo más popular de la ciudad es el Fútbol Club Jove Español de San Vicente, que participa en la Liga Nacional de tercera división (grupo VI). Dicho club fue fundado en 2004 al hacerse la fusión de los tres clubes existentes en la localidad (CD Español de San Vicente, CD Jove Raspeig y FC Cosmos San Vicente). Otros equipos sanvicenteros son el filial del Jove y el equipo universitario CD Universidad de Alicante que ambos juegan en primera regional de la Comunidad Valenciana.
El hockey patines es un deporte muy tradicional en el municipio, siendo el Club Promoción Patín Raspeig uno de los clubes punteros de la primera División. En la temporada 2007/2008 compite bajo la denominación de Cemex-Raspeig. Si hablamos de hockey hierba y hockey sala tenemos que hablar del Club Atlético San Vicente-Hockey y de su buque insignia Juan Escarré; fue un club de renombre en el hockey nacional durante los años 80, 90 y los primeros años de 2000, hasta que desapareció de las ligas absolutas quedándose como escuela para niños. Tras una década de gran trabajo con las categorías inferiores y mucho esfuerzo por parte de todos los miembros del club, el Club Atlético San Vicente-Hockey vuelve a presentar un equipo sénior para la temporada 2011/2012 en la división de Honor B del hockey hierba español. En la modalidad hockey sobre patines en línea tenemos al Club Deportivo Hockey Línea San Vicente, también conocido como Titanes.
El fútbol sala también es muy practicado. El club más laureado en los últimos años ha sido el club de fútbol sala Racing San Vicente. En la temporada 2006/07 tras una excepcional campaña, el Racing disputó los play-off de ascenso a división de honor (la máxima categoría del fútbol sala español) enfrentándose al Armiñana Valencia cayendo eliminado en primera ronda tras tres partidos (una victoria y dos derrotas). Lamentablemente a poco de comenzar la siguiente temporada, el club descendió a primera nacional A al no abonar la inscripción de división de plata que exige la LNFS por problemas económicos.
De mención especial en los orígenes del Fútbol-Sala sanvicentero, es el popular torneo de verano que desde los años 1980 a 1995, aportó a un torneo de prestigio nacional, con participación de los mejores jugadores a nivel regional, donde son de destacar: Vicentin, Pato, Manolo Tebar y los internacionales brasileños, Tachina, Calú, etc.
A partir de dicha fecha, simultaneó un club sanvicentero Olímipico de San Vicente, que militó en categorías nacionales, desaparecido en el año 2000 por causas económicas.
A partir de dicha fecha apareció el Club Peña Raspeig, que fomentó el fútbol sala en categorías inferiores (cadete y juvenil), llegando en ambas categorías a participar en el Campeonato de España de los Campeones Provinciales.
El Club Baloncesto Adesavi es el más club de baloncesto más representativo de la localidad. En la temporada 2006/07 consiguió el ascenso al Campeonato de España de 1.ª división masculina, compitiendo en dicha categoría en la temporada 2007/08 bajo el nombre de Adesavi XXX Aniversario. Tras varias temporadas en dicha categoría, logró en la temporada 2009/10 su, hasta la fecha, mayor logro deportivo, el ascenso a la Liga EBA, en la fase de ascenso disputada en su localidad. En la actualidad el equipo milita de nuevo en la 1.ª división masculina, tras no poder mantener la categoría en la pasada temporada.
En los años 2000 el BMX es muy popular en la ciudad, junto con la creación de la pista de BMX del parque huerto Lo Torrent en 2001, comenzó a surgir una gran afición entre los jóvenes por esta modalidad del ciclismo, en la que destacaron sanvicenteros como Manuel Mateo March (3 veces campeón de España, 10 como campeón de la Comunidad Valenciana, otras 3 en la Copa de España, semifinalista en Europa y 5 veces internacional). Se creó una escuela de BMX, posteriormente nació un club dedicado exclusivamente a esta modalidad (Club BMX San Vicente), y surgieron jóvenes corredores locales que copan los primeros puestos nacionales del BMX.
En waterpolo, San Vicente del Raspeig puede presumir de haber tenido el mejor equipo femenino de la Comunidad Valenciana desde 2004 hasta 2014, donde durante estos 10 años ganaron 6 ligas femeninas de la máxima competición de la Comunidad Valenciana y llegando también a disputar dos temporadas en la división de plata a nivel de España en las temporadas 2005/2006 y 2006/2007. En la temporada 2012/2013 se volvió a conseguir el ascenso a la división de plata española, pero por problemas económicos no se pudo disputar la liga. Durante estos 10 años se consiguieron también varios tripletes (liga, copa y supercopa, todo a nivel de la CV).
En cuanto a los equipos masculinos de San Vicente, nunca han llegado al nivel de femenino pero también puede presumir el primer equipo de haber ganado una liga de la máxima competición de la CV en la temporada 2009/2010 y de haber llegado a una final de copa en la temporada 2013/2014. Tras más de 16 años de historia el primer equipo descendía de categoría en la temporada 2013/2014 pero tan solo un año después volvía a la máxima categoría del waterpolo de la CV. El segundo equipo fue creado en la temporada 2014/2015 y se encuentra en la división de plata de la CV. Y para acabar, el equipo juvenil de San Vicente que fue creado para la temporada 2009/2010 siempre ha finalizado la temporada entre los 3 primeros a excepción de las temporadas 2011/2012 y 2012/2013 donde acabó en sexto lugar en ambas temporadas. El equipo juvenil también puede presumir de haber ganado una liga en la temporada 2013/2014.
Otros clubes o asociaciones representativos de la localidad son el Club Atletismo San Vicente, Club Ciclista San Vicente, Club BMX San Vicente, Peña Madridista, Judo Club San Vicente, Club de Pescadores de San Vicente, Club Frontenis San Vicente, Agrupación Deportiva San Vicente, Club Natación Raspeig, Club Natación San Vicente, Moto Club San Vicente, Club RC San Vicente o el Club de Tiro con Arco San Vicente del Raspeig.

#### Eventos deportivos
- Milla urbana popular Memorial Natalia Marco: carrera popular de atletismo que se celebra desde el año 2003 sobre marzo-abril. Aunque en varias ediciones ha sido una prueba de velocidad,[79] es una prueba con recorrido de una milla (1609 metros) salvo las categorías más jóvenes que recorren 1072 metros (benjamín) y 536 metros (prebenjamín). Esta milla sirve de monumento conmemorativo en honor a la atleta sanvicentera Natalia Marco Pascual, fallecida, junto a sus padres, con la edad de 14 años el 27 de diciembre de 2002 en un accidente de tráfico cuando se dirigía a Zaragoza para acudir a una concentración con la selección española. Natalia fue Campeona de España juvenil de Federaciones en 100 metros y medalla de bronce cadete en la misma distancia.[80][81]
- Campeonato de España de BMX: la pista de BMX del parque huerto Lo Torrent es sede todos los años de una de las pruebas puntuables del campeonato español del deporte olímpico de BMX. En 2008 se disputó en San Vicente del Raspeig los días 5 y 6 de abril.[82]

## Ciudades hermanadas
- L'Isle-d'Abeau, Francia